# Legião Estrangeira Francesa
A Legião Estrangeira (FFL; em francês:  Légion étrangère) é um ramo do serviço militar do Exército Francês criado em 1831. Legionários são soldados de infantaria altamente treinados e a Legião é única por ser aberta a recrutas estrangeiros dispostos a servir nas Forças Armadas Francesas. Quando foi fundada, a Legião Estrangeira não era a única; outras formações estrangeiras existiam na época na França. A Legião Estrangeira é hoje conhecida como uma unidade cujo treinamento se concentra nas habilidades militares tradicionais e em seu forte espírito de corpo, pois seus homens vêm de diferentes países com diferentes culturas. Essa é uma forma de fortalecê-los o suficiente para trabalhar em equipe. Consequentemente, o treinamento é frequentemente descrito como não apenas fisicamente desafiador, mas também muito estressante psicologicamente. A cidadania francesa pode ser solicitada após três anos de serviço. A Legião é o único ramo do Exército Francês que não jura lealdade à França, mas à própria Legião Estrangeira. Qualquer soldado que for ferido durante uma batalha pela França pode imediatamente solicitar a cidadania francesa, de acordo com uma disposição conhecida como "Français par le sang versé" ("Francês pelo sangue derramado"). Em 2018, os membros vieram de mais de 140 países.
Desde 1831, a Legião sofreu a perda de quase 40 000 homens em serviço ativo na França, Argélia, Marrocos, Tunísia, Madagascar, África Ocidental, México, Itália, Crimeia, Espanha, Indochina, Noruega, Síria, Chade, Zaire, Líbano, África Central, Gabão, Kuwait, Ruanda, Djibouti, Iugoslávia , Somália, República do Congo, Costa do Marfim, Afeganistão, Mali, Brasil, entre outros. A Legião Estrangeira foi usada principalmente para ajudar a proteger e expandir o Império colonial francês durante o século XIX. A Legião Estrangeira estava inicialmente estacionada apenas na Argélia francesa, onde participou da pacificação e desenvolvimento da colônia. Posteriormente, a Legião Estrangeira foi implantada em uma série de conflitos, incluindo a Primeira Guerra Carlista em 1835, Guerra da Crimeia em 1854, Segunda Guerra de Independência Italiana em 1859, Segunda intervenção francesa no México em 1863, Guerra Franco-Prussiana em 1870, a Campanha de Tonquim e a Guerra Sino-Francesa em 1883, apoiando o crescimento do Império colonial francês na África subsariana, Segunda Guerra Franco-Daomeana em 1892, Segunda expedição de Madagascar e a Questão do Amapá em 1895 e as Guerras Mandingo em 1894. Na Primeira Guerra Mundial, a Legião Estrangeira lutou em muitas batalhas críticas na Frente Ocidental. Teve um papel menor na Segunda Guerra Mundial do que na Primeira Guerra Mundial, embora tenha participado nas campanhas da Noruega, Síria e Norte da África. Durante a Primeira Guerra da Indochina (1946-1954), a Legião Estrangeira viu seu número aumentar. A Legião Estrangeira perdeu um grande número de homens na catastrófica Batalha de Dien Bien Phu.
Durante a Guerra de Independência Argelina (1954-1962), a Legião Estrangeira esteve perto de ser dissolvida depois que alguns oficiais, homens e o altamente condecorado 1.º Regimento de Paraquedistas Estrangeiros (1er REP) participaram do Putsch dos Generais. As operações durante este período incluíram a Crise de Suez, Batalha de Argel e várias ofensivas lançadas pelo general Maurice Challe, incluindo as Operações Oranie e Jumelles. Nas décadas de 1960 e 1970, os regimentos da Legião tinham papéis adicionais no envio de unidades como uma força de desdobramento rápido para preservar os interesses franceses, em suas antigas colônias africanas e em outras nações também; também voltou às suas raízes de ser uma unidade sempre pronta para ser enviada para zonas de conflito em todo o mundo. Algumas operações notáveis incluem: o Conflito entre Chade e Líbia em 1969-1972 (a primeira vez que a Legião foi enviada em operações após a Guerra da Argélia), 1978-1979 e 1983-1987; Coluezi onde hoje é a República Democrática do Congo em maio de 1978. Em 1981, o 1.º Regimento Estrangeiro e os regimentos da Legião Estrangeira participaram da Força Multinacional no Líbano. Em 1990, regimentos da Legião Estrangeira foram enviados ao Golfo Pérsico e participaram da Operação Daguet, parte da Divisão Daguet. Após a Guerra do Golfo na década de 1990, a Legião Estrangeira ajudou na evacuação de cidadãos franceses e estrangeiros em Ruanda, Gabão e Zaire. A Legião Estrangeira também foi implantada no Camboja, Somália, Sarajevo, Bósnia e Herzegovina. Em meados da década de 1990, a Legião Estrangeira foi implantada na República Centro-Africana, Congo-Brazzaville e em Kosovo. A Legião Estrangeira também participou de operações em Ruanda em 1990-1994; e a Costa do Marfim em 2002 até o presente. Na década de 2000, a Legião Estrangeira foi implantada na Operação Liberdade Duradoura no Afeganistão, Operação Licorne na Costa do Marfim, EUFOR Tchad/RCA no Chade e na Operação Serval na Guerra Civil do Mali.

## História
A Legião Estrangeira Francesa foi criada por Luís Filipe I de França, Rei da França, em 10 de março de 1831 a partir dos regimentos estrangeiros do Reino da França. Os recrutas incluíam soldados dos regimentos estrangeiros suíços e alemães recentemente dissolvidos da monarquia Bourbon. O Decreto Real para o estabelecimento do novo regimento especificava que os estrangeiros recrutados só poderiam servir fora da França. A força expedicionária francesa que ocupou Argel em 1830 precisava de reforços e a Legião foi transferida por mar em destacamentos de Toulon para a Argélia otomana.
A Legião Estrangeira foi usada principalmente, como parte do Armée d'Afrique, para proteger e expandir o Império colonial francês durante o século XIX, mas também lutou em quase todas as guerras francesas, incluindo a Guerra Franco-Prussiana, Primeira Guerra Mundial e a Segunda Guerra Mundial. A Legião Estrangeira permaneceu como uma parte importante do Exército Francês e do transporte marítimo protegido pela Marinha Francesa, sobrevivendo a três Repúblicas, Segundo Império Francês, duas Guerras Mundiais, a ascensão e queda de exércitos de recrutas em massa, o desmantelamento do Império colonial francês e a perda da base da Legião Estrangeira, na Argélia.

### Conquista da Argélia 1830-1847
Criada para lutar "fora da França continental", a Legião Estrangeira ficou estacionada na Argélia francesa, onde participou da pacificação e do desenvolvimento da colônia, notadamente secando os pântanos da região de Argel. A Legião Estrangeira foi inicialmente dividida em seis "batalhões nacionais" (suíços, poloneses, alemães, italianos, espanhóis e neerlandeses-belgas). Grupos nacionais menores, como os dez ingleses registrados em dezembro de 1832, parecem ter sido colocados aleatoriamente.
No final de 1831, os primeiros legionários desembarcaram na Argélia, país que seria a pátria da Legião Estrangeira por 130 anos e moldaria seu caráter. Os primeiros anos na Argélia foram difíceis para a Legião, porque muitas vezes ela era enviada para os piores postos e recebia as piores atribuições, e seus membros geralmente não se interessavam pela nova colônia francesa. A Legião serviu ao lado dos Batalhões de Infantaria Leve da África, formados em 1832, que era uma unidade militar penal composta por homens com antecedentes prisionais que ainda deviam cumprir o serviço militar ou soldados com graves problemas disciplinares.
O primeiro serviço da Legião Estrangeira na Argélia terminou depois de apenas quatro anos, pois era necessário em outro lugar.

### Guerra Carlista 1835-1839
Para apoiar a reivindicação de Isabel ao trono espanhol contra seu tio, o governo francês decidiu enviar a Legião Estrangeira para a Espanha. Em 28 de junho de 1835, a unidade foi entregue ao governo espanhol. A Legião Estrangeira desembarcou por mar em Tarragona em 17 de agosto com cerca de 1 400 homens que foram rapidamente apelidados de Los Algerinos (os argelinos) pelos habitantes locais devido ao seu posto anterior.
O comandante da Legião Estrangeira dissolveu imediatamente os batalhões nacionais para melhorar o espírito de corpo. Mais tarde, ele também criou três esquadrões de lanceiros e uma bateria de artilharia da força existente para aumentar a independência e flexibilidade. A Legião Estrangeira foi dissolvida em 8 de dezembro de 1838, quando havia caído para apenas 500 homens. Os sobreviventes voltaram para a França, muitos se realistaram na nova Legião Estrangeira junto com muitos de seus antigos inimigos carlistas.

### Guerra da Crimeia

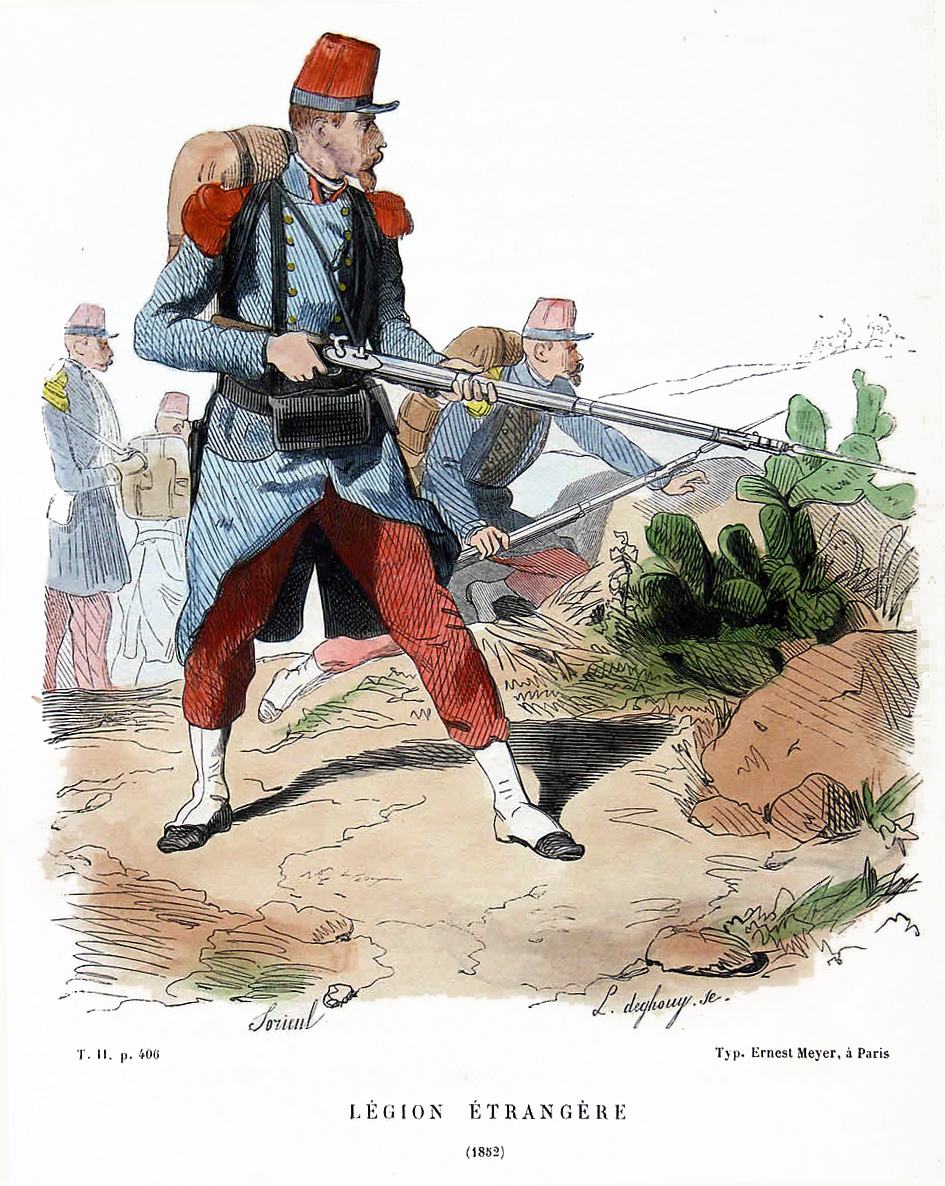
A Légion étrangère em 1852

Em 9 de junho de 1854, o navio francês Jean Bart embarcou quatro batalhões da Legião Estrangeira para a Península da Crimeia. Um outro batalhão foi estacionado em Galípoli, como depósito da brigada. Oito companhias provenientes de ambos os regimentos da Legião Estrangeira participaram da Batalha de Alma (20 de setembro de 1854). Reforços marítimos trouxeram o contingente da Legião à força de brigada. Como a "Brigada Estrangeira", serviu no Cerco de Sebastopol, durante o inverno de 1854-1855.
A falta de equipamento era particularmente desafiadora e a cólera atingiu a força expedicionária Aliada. Mesmo assim, as "barrigas de couro" (apelido dado aos legionários pelos russos por causa das grandes bolsas de cartuchos que usavam presas aos cintos), tiveram um bom desempenho. Em 21 de junho de 1855, o Terceiro Batalhão deixou a Córsega para a Crimeia.
Em 8 de setembro, o ataque final foi lançado em Sebastopol. Dois dias depois, o 2.º Regimento de Infantaria Estrangeiro com bandeiras e banda tocando à frente, marchou pelas ruas de Sebastopol. Embora as reservas iniciais tenham sido expressas sobre se a Legião deveria ser usada fora da África, a experiência da Crimeia estabeleceu sua adequação para o serviço na guerra europeia, bem como fez uma entidade única coesa do que antes eram dois regimentos estrangeiros separados. O total de baixas da Legião na Crimeia foi de 1 703 mortos e feridos.

### Campanha Italiana de 1859
Como o resto do "Exército da África", a Legião Estrangeira forneceu destacamentos na Campanha da Itália. Dois regimentos estrangeiros, agrupados com o 2.º Regimento de Zuavos, faziam parte da Segunda Brigada da Segunda Divisão do Corpo de Mac-Mahon. A Legião Estrangeira se saiu particularmente bem contra os austríacos na Batalha de Magenta (4 de junho de 1859) e na Batalha de Solferino (24 de junho). As perdas da Legião foram significativas e o 2.º Regimento de Infantaria Estrangeiro perdeu o coronel Chabrière, seu comandante. Em agradecimento, a cidade de Milão concedeu, em 1909, a "medalha comemorativa de libertação", que ainda adorna as bandeiras regimentais do 2.º Regimento.

### Expedição mexicana 1863-1867

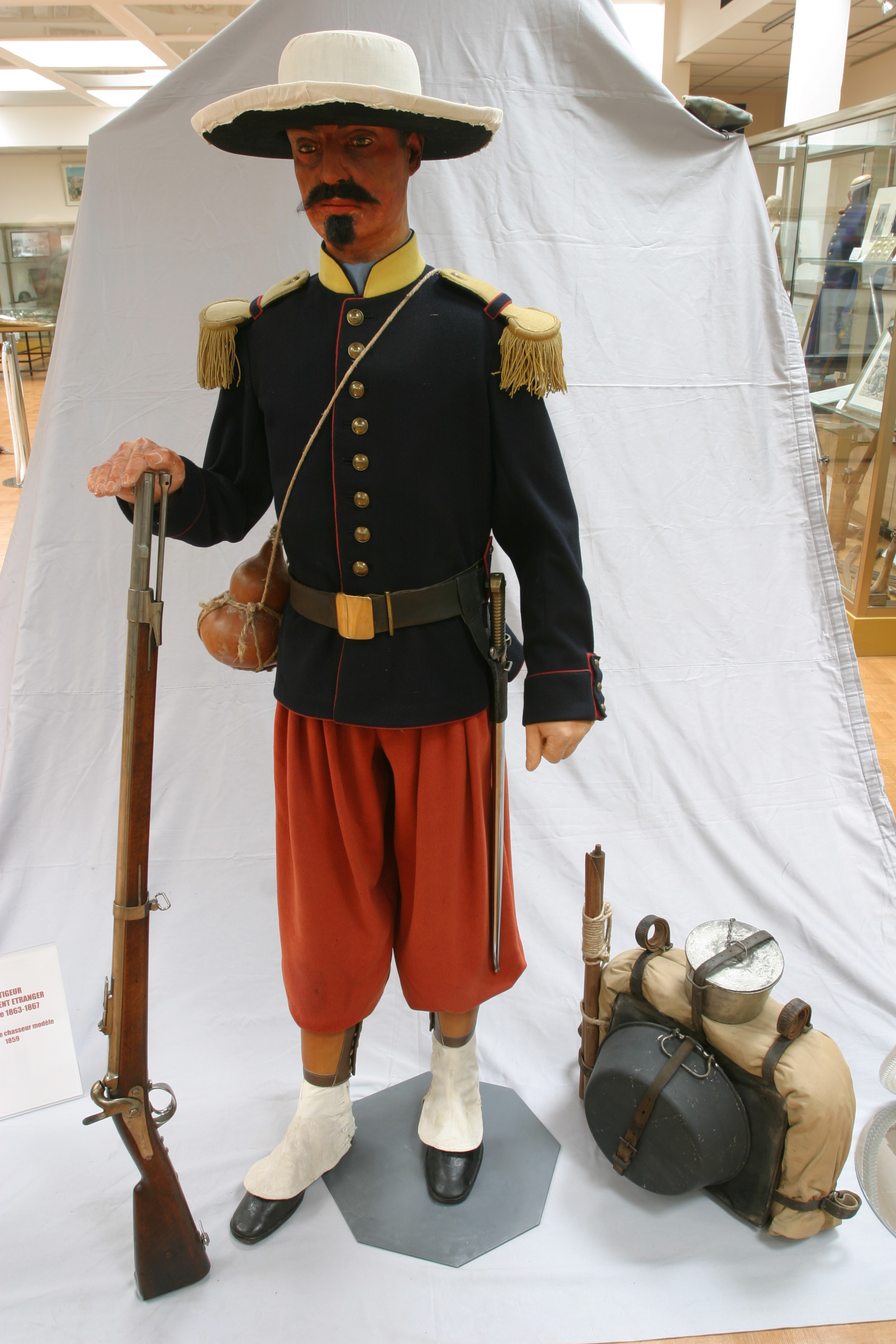
Uniforme de legionário durante a campanha mexicana de 1863

A força expedicionária francesa de 38 000 homens despachada para o México via mar entre 1862 e 1863 incluía dois batalhões da Legião Estrangeira, aumentada para seis batalhões em 1866. Pequenas unidades de cavalaria e artilharia foram criadas entre legionários que serviam no México. A intenção original era que as unidades da Legião Estrangeira permanecessem no México por até seis anos para fornecer um núcleo para o Exército Imperial Mexicano. No entanto, a Legião foi retirada com as outras forças francesas durante fevereiro-março de 1867.
Foi no México, em 30 de abril de 1863, que a Legião ganhou seu status lendário. Uma companhia liderada pelo capitão Jean Danjou, com 62 legionários e 3 oficiais da Legião, estava escoltando um comboio para a cidade sitiada de Puebla quando foi atacada e sitiada por 3 000 legalistas mexicanos, organizados em dois batalhões de infantaria e cavalaria, com 2 200 e 800, respectivamente. O destacamento da Legião sob o capitão Jean Danjou, o segundo-tenente Jean Vilain, o segundo-tenente Clément Maudet se posicionaram na Hacienda de la Trinidad, uma fazenda perto da vila de Camarón. Quando restaram apenas seis sobreviventes, sem munição, um ataque de baioneta foi lançado no qual três dos seis foram mortos. Os três homens feridos restantes foram apresentados ao comandante mexicano coronel Milan, que lhes permitiu retornar às linhas francesas como guardas de honra do corpo do capitão Danjou. O capitão tinha uma mão de madeira, que mais tarde foi devolvida à Legião e agora é mantida em uma caixa no Museu da Legião em Aubagne, e desfila anualmente no Dia de Camerone. É a relíquia mais preciosa da Legião Estrangeira.

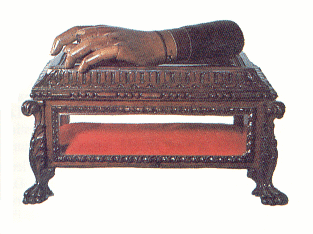
Mão protética de madeira de Jean Danjou

Durante a campanha mexicana, 6 654 franceses morreram. Destes, 1 918 eram de um único regimento da Legião.

### Guerra Franco-Prussiana de 1870
De acordo com a lei francesa, a Legião Estrangeira não deveria ser usada dentro da França Metropolitana, exceto no caso de uma invasão nacional, e, consequentemente, não fazia parte do Exército Imperial de Napoleão III que capitulou em Sedan. Com a derrota do Exército Imperial, o Segundo Império Francês caiu e a Terceira República foi criada.
A nova Terceira República estava desesperadamente com falta de soldados treinados logo após Sedan, então a Legião Estrangeira recebeu ordens para fornecer um contingente. Em 11 de outubro de 1870, dois batalhões provisórios desembarcaram por mar em Toulon, a primeira vez que a Legião Estrangeira fora implantada na própria França. Eles tentaram levantar o Cerco de Paris, rompendo as linhas alemãs. Conseguiu retomar Orleães, mas não conseguiu quebrar o cerco. Em janeiro de 1871, a França capitulou, mas a guerra civil logo estourou, o que levou à revolução e à curta Comuna de Paris. A Legião Estrangeira participou da supressão da Comuna, que foi esmagada com grande derramamento de sangue.

### Campanha Tonquim e a Guerra Sino-Francesa 1883-1888

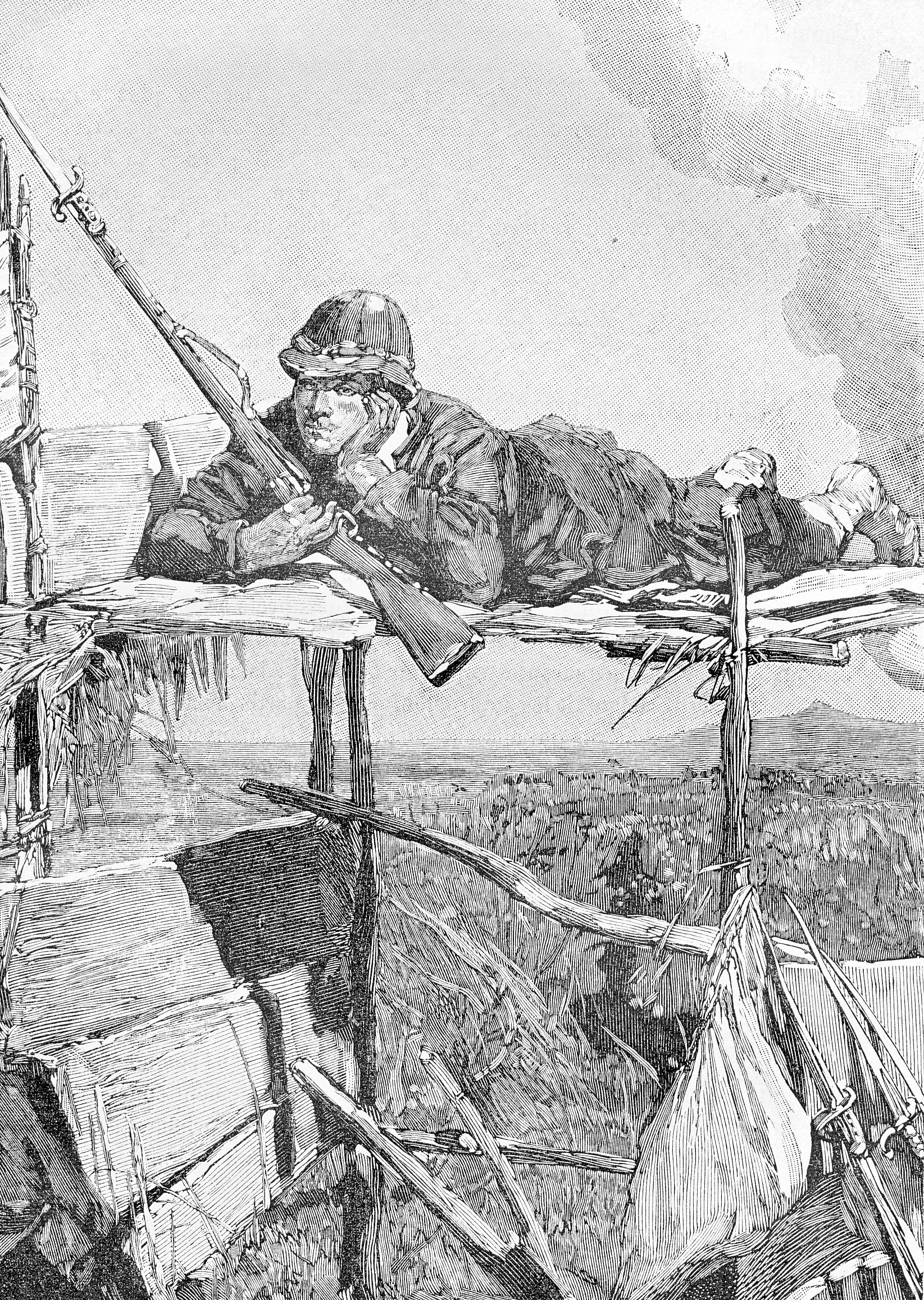
Um atirador legionário em Tuyen Quang

O 1.º Batalhão da Legião Estrangeira (tenente-coronel Donnier) navegou para Tonquim no final de 1883, durante o período de hostilidades não declaradas que precedeu a Guerra Sino-Francesa (agosto de 1884 a abril de 1885), e fez parte da coluna de ataque que atacou a oeste do portão de Sơn Tây em 16 de dezembro. Os 2.º e 3.º Batalhões de Infantaria (comandante de batalhão Diguet e tenente-coronel Schoeffer) também foram enviados a Tonquim logo depois, e estiveram presentes em todas as principais campanhas da Guerra Sino-Francesa. Duas companhias da Legião Estrangeira lideraram a defesa no célebre Cerco de Tuyen Quang (24 de novembro de 1884 a 3 de março de 1885). Em janeiro de 1885, o 4.º Batalhão da Legião Estrangeira (comandante do batalhão Vitalis) foi implantado na cabeça de ponte francesa em Keelung (Jilong) na Ilha Formosa (Taiwan), onde participou das batalhas posteriores da Campanha de Keelung. O batalhão desempenhou um papel importante na ofensiva do coronel Jacques Duchesne em março de 1885, que capturou as principais posições chinesas de La Table e Fort Bamboo e libertou Keelung.
Em dezembro de 1883, durante uma revisão do 2.º Batalhão de Legião na véspera de sua partida para Tonquim para participar da Campanha de Bắc Ninh, o general François Oscar de Négrier pronunciou uma famosa frase: mot: Vous, légionnaires, vous êtes soldats pour mourir, et je vous envoie où l'on meurt! ('Vocês, legionários, são soldados para morrer, e estou enviando vocês para onde um morre!')

### Colonização da África

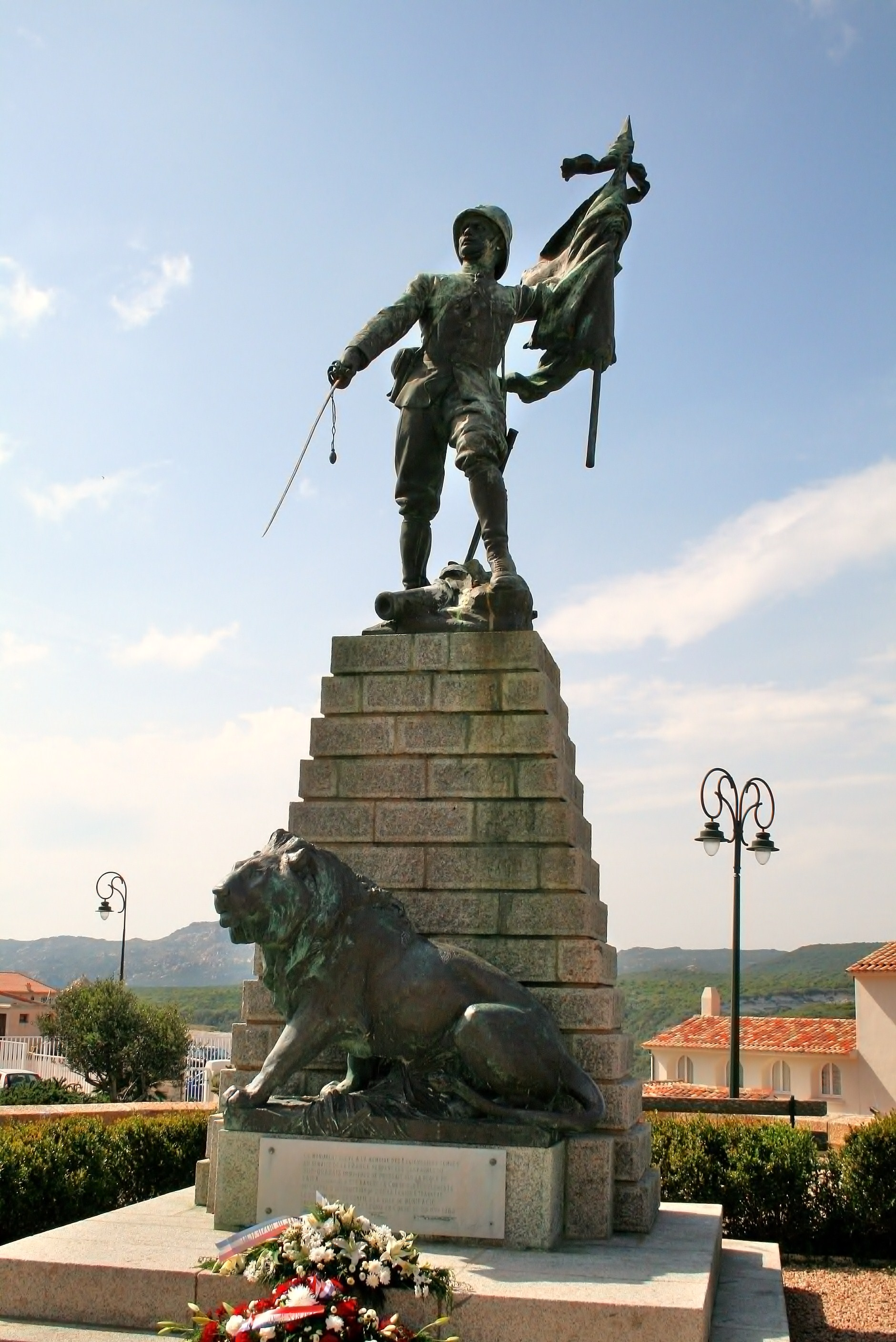
Monumento que comemora os soldados da Legião Estrangeira mortos em serviço durante a campanha do Oranês do Sul (1897-1902)

Como parte do Armée d'Afrique, a Legião Estrangeira contribuiu para o crescimento do Império colonial francês na África subsariana. Simultaneamente, a Legião participou da pacificação da Argélia, suprimindo várias rebeliões tribais e razzias.

#### Segunda Guerra Franco-Daomeana de 1892-1894
Em 1892, o rei Beanzim estava ameaçando o protetorado francês de Porto-Novo no atual Benim e a França decidiu intervir. Um batalhão, liderado pelo comandante Faurax Montier, foi formado por duas companhias do 1.º Regimento Estrangeiro e duas outras do 2.º Regimento de Infantaria Estrangeiro. De Cotonu, os legionários marcharam para tomar Abomei, a capital do Reino do Daomé. Dois meses e meio foram necessários para chegar à cidade, ao custo de repetidas batalhas contra os guerreiros daomeanos, especialmente as Amazonas do Rei. O rei Beanzim se rendeu e foi capturado pelos legionários em janeiro de 1894.

#### Segunda expedição de Madagascar de 1894-1895
Em 1895, um batalhão, formado pelo 1.º e 2.º Regimento de Infantaria Estrangeiro, foi enviado ao Reino de Madagascar, como parte de uma força expedicionária cuja missão era conquistar a ilha. O batalhão estrangeiro formou a espinha dorsal da coluna lançada em Antananarivo, capital de Madagascar. Depois de algumas escaramuças, a rainha Ranavalona III se rendeu prontamente. A Legião Estrangeira perdeu 226 homens, dos quais apenas um décimo morreu em combates reais. Outros, como grande parte da força expedicionária, morreram de doenças tropicais. Apesar do sucesso da expedição, o sufocamento de rebeliões esporádicas levaria outros oito anos até 1905, quando a ilha foi completamente pacificada pelos franceses sob Joseph Gallieni. Durante esse tempo, as insurreições contra os cristãos malgaxes da ilha, missionários e estrangeiros foram particularmente terríveis. A rainha Ranavalona III foi deposta em janeiro de 1897 e exilada em Argel, na Argélia francesa, onde morreu em 1917.

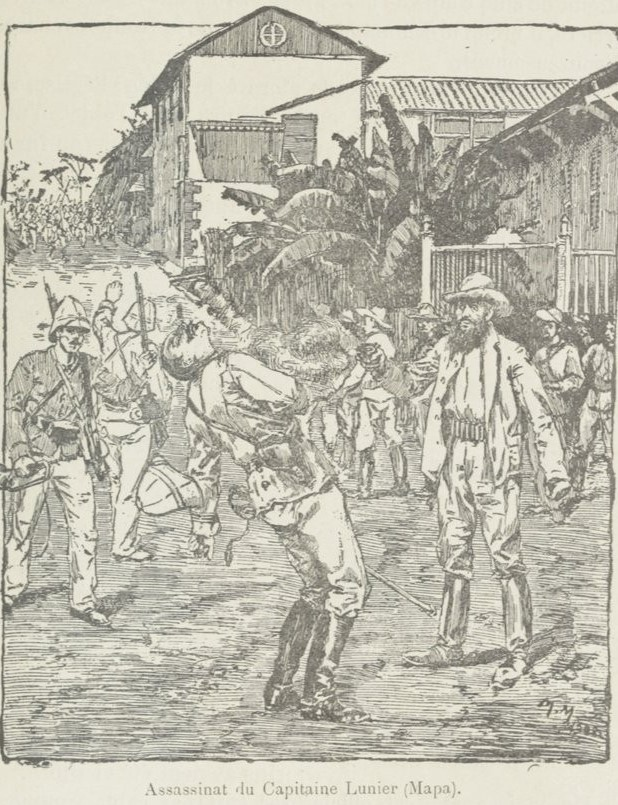
Morte do capitão Lunier durante a invasão na cidade de Amapá, ilustração francesa publicada em 1912

#### Questão do Amapá de 1895
Em 15 de Maio de 1895, os gendarmes da Legião Estrangeira comandados pelo capitão Charles-Louis Lunier. desembarcaram e cercaram a casa de Francisco Xavier da Veiga Cabral, general honorário do Exército Brasileiro tendo feito reféns e assassinado dezenas de civis. Na mesma ocasião, o capitão Lunier foi morto pela resistência Brasileira e as tropas Francesas foram expulsas do país.

#### Guerras Mandingo de 1898
De 1882 até sua captura, Samori Turé, governante do Império de Uassulu, lutou contra o exército colonial francês, derrotando-o em várias ocasiões, incluindo uma vitória notável em Woyowayanko (2 de abril de 1882), diante da artilharia pesada francesa. No entanto, Samori foi forçado a assinar vários tratados de cessão de território aos franceses entre 1886 e 1889. Samori começou uma retirada constante, mas a queda de outros exércitos de resistência, particularmente Babemba Traoré em Sicasso, permitiu ao exército colonial lançar um ataque concentrado contra suas forças. Um batalhão de duas companhias do 2.º Regimento de Infantaria Estrangeiro foi criado no início de 1894 para pacificar o Níger. A vitória dos legionários na fortaleza de Ouilla e as patrulhas policiais na região aceleraram a submissão das tribos. Em 29 de setembro de 1898, Samori Turé foi capturado pelo comandante francês Henri Gouraud e exilado no Gabão, marcando o fim do Império de Uassulu.

### Regimentos de Marcha da Legião Estrangeira

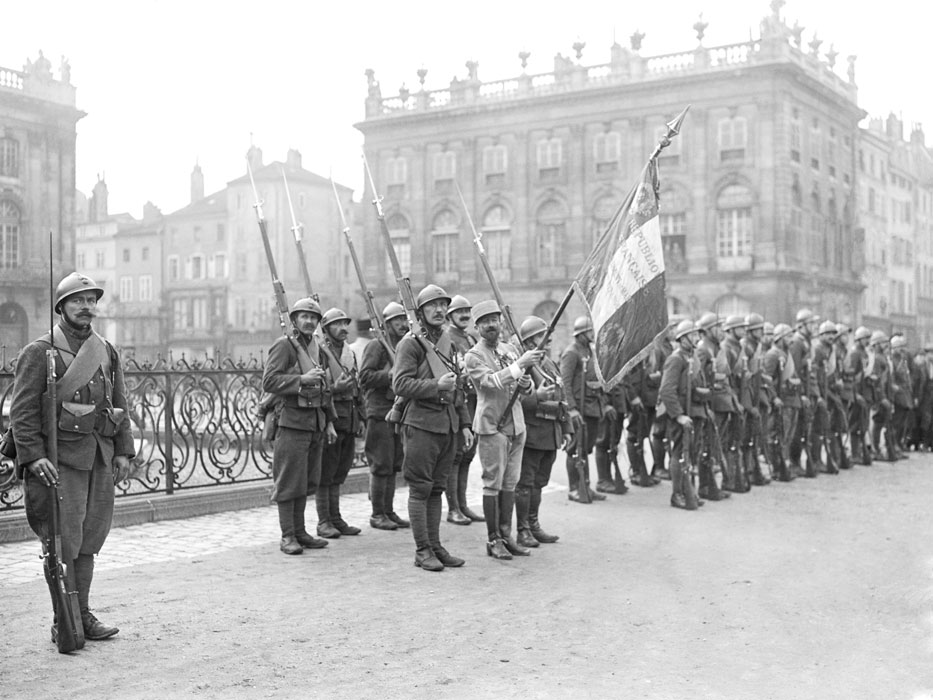
Revisão do Regimento de Marcha da Legião Estrangeira (RMLE), no final de novembro de 1918

#### Primeira Guerra Mundial 1914-1918

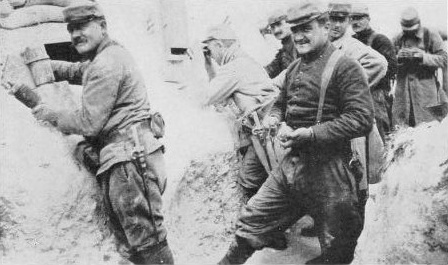
Americanos na Legião Estrangeira, 1916

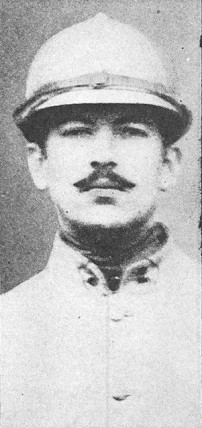
Poeta americano Alan Seeger (1888-1916), em seu uniforme do Regimento de Marcha

A anexação da Alsácia e da Lorena pelo Império Alemão em 1871 fez com que vários voluntários das duas regiões se alistassem na Legião Estrangeira, o que lhes deu a opção da cidadania francesa ao término de seu serviço.
Com a declaração de guerra em 29 de julho de 1914, foi feito um apelo para que os estrangeiros residentes na França apoiassem seu país. Embora muitos tivessem preferido o alistamento direto no Exército Francês regular, a única opção imediatamente disponível era a da Legião Estrangeira. Em apenas um dia (3 de agosto de 1914), cerca de 8 000 voluntários se inscreveram para se alistar no escritório de recrutamento da Legião em Paris.
Na Primeira Guerra Mundial, a Legião Estrangeira lutou em muitas batalhas críticas na Frente Ocidental, incluindo Artésia, Champagne, Somme, Aisne e Verdun (em 1917), e também sofreu pesadas baixas em 1918. A Legião Estrangeira também estava no Dardanelos e na Frente da Macedônia, e foi altamente condecorada por seus esforços. Muitos jovens estrangeiros se ofereceram como voluntários para a Legião Estrangeira quando a guerra estourou em 1914. Havia diferenças marcantes entre os voluntários idealistas de 1914 e os homens endurecidos da velha Legião, tornando a assimilação difícil. No entanto, os velhos e os novos homens da Legião Estrangeira lutaram e morreram em batalhas ferozes na Frente Ocidental, incluindo Belloy-en-Santerre durante a Batalha do Somme, onde o poeta Alan Seeger, após ser mortalmente ferido por uma metralhadora, aplaudiu o resto de seu batalhão que avançava.

#### Período entre guerras 1918-1939

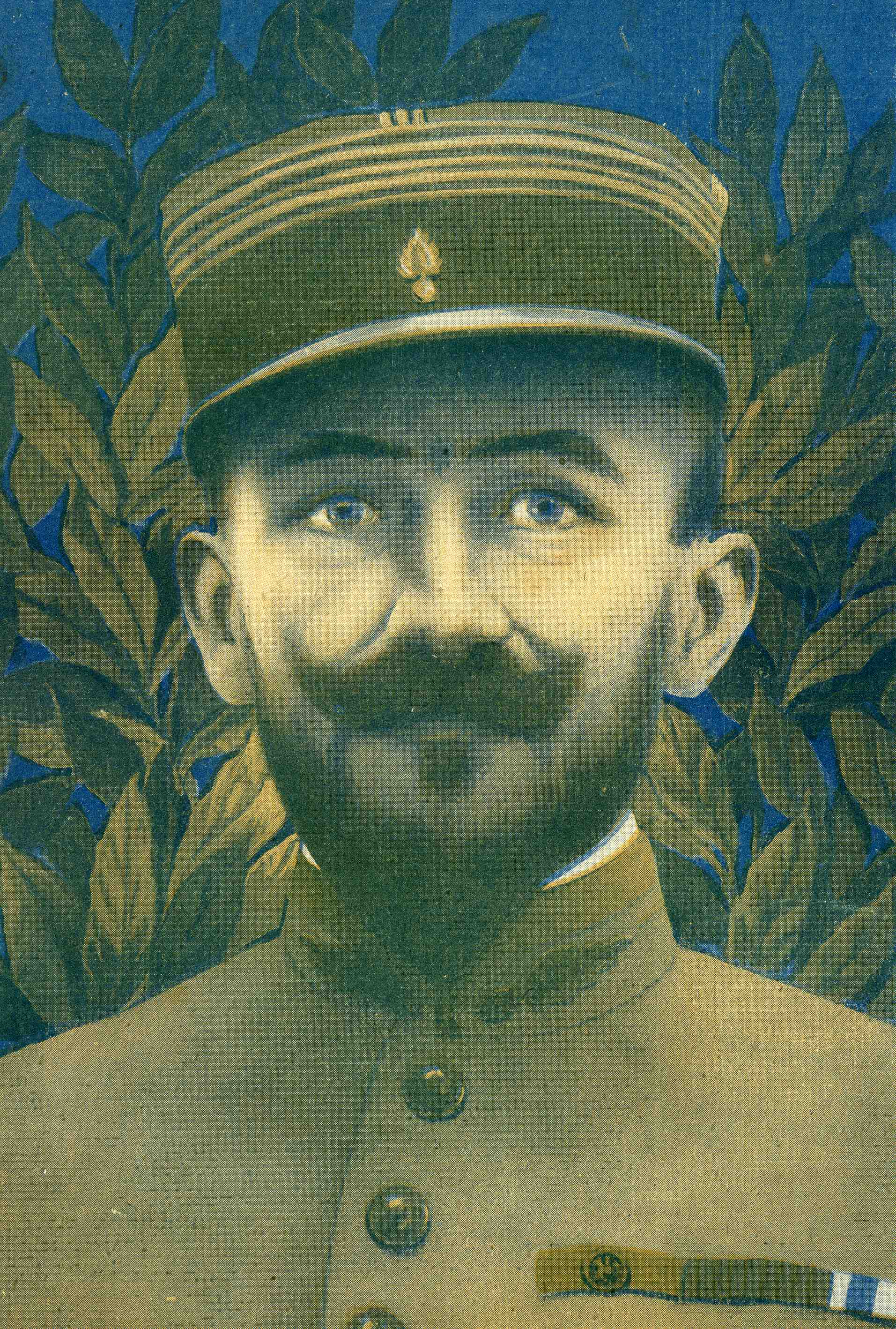
Paul-Frédéric Rollet (1875–1941)
O Pai da Legião

Enquanto sofria pesadas baixas na Frente Ocidental, a Legião emergiu da Primeira Guerra Mundial com uma reputação aprimorada e como uma das unidades mais condecoradas do Exército Francês. Em 1919, o governo da Espanha criou a Legião Estrangeira Espanhola e modelou-a de acordo com a Legião Estrangeira Francesa. O general Henri Mordacq pretendia reconstruir a Legião Estrangeira como uma formação militar maior, acabando com o papel tradicional da legião como uma formação exclusivamente de infantaria. O general Mordacq imaginou uma Legião Estrangeira consistindo não em regimentos, mas em divisões com regimentos de cavalaria, engenheira e artilharia, além do esteio de infantaria da legião. Em 1920, decretos ordenaram o estabelecimento de regimentos de cavalaria e artilharia. Imediatamente após o armistício, a Legião Estrangeira experimentou um aumento de alistamentos. A Legião Estrangeira iniciou o processo de reorganização e redistribuição para a Argélia francesa.

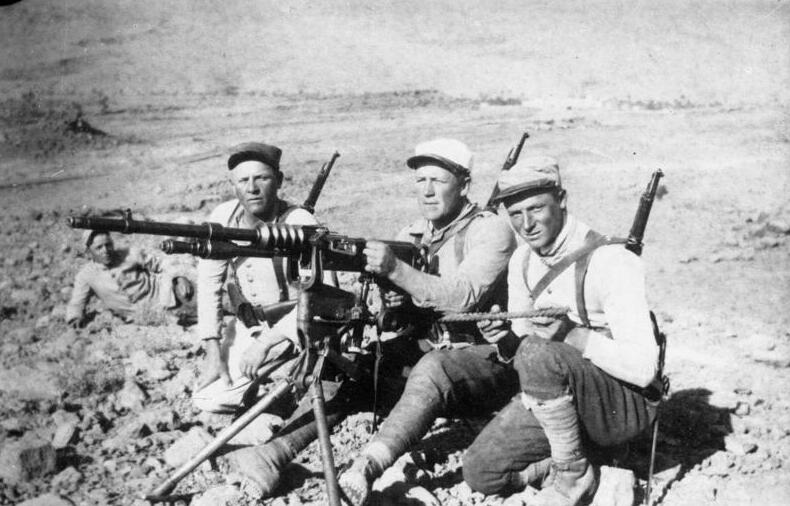
Legionários em Marrocos, c. 1920

A Legião desempenhou um papel importante na Guerra do Rife de 1920-1925. Em 1932, a Legião Estrangeira era composta por 30 000 homens, servindo em seis regimentos multibatalhão, incluindo o 1.º Regimento Estrangeiro 1er REI, Argélia, Síria e Líbano; 2.º Regimento de Infantaria Estrangeiro 2ème REI, 3.º Regimento de Infantaria Estrangeiro 3ème REI e 4.º Regimento Estrangeiro 4ème REI, Marrocos, Líbano; 5.º Regimento de Infantaria Estrangeiro 5ème REI, Indochina; e o 1.º Regimento de Cavalaria Estrangeiro 1er REC, Líbano, Tunísia e Marrocos. Em 1931, o general Paul-Frédéric Rollet assumiu o cargo de 1.º Inspetor da Legião Estrangeira, cargo criado por sua iniciativa. Enquanto servia como coronel do 1.º Regimento Estrangeiro (1925-1931), Rollet foi responsável por planejar as comemorações do centenário da fundação da Legião; agendando este evento para o Dia Camarón 30 de abril de 1931. Ele foi posteriormente creditado com a criação da mística moderna da Legião, restaurando ou criando muitas de suas tradições.

#### Segunda Guerra Mundial 1939-1945

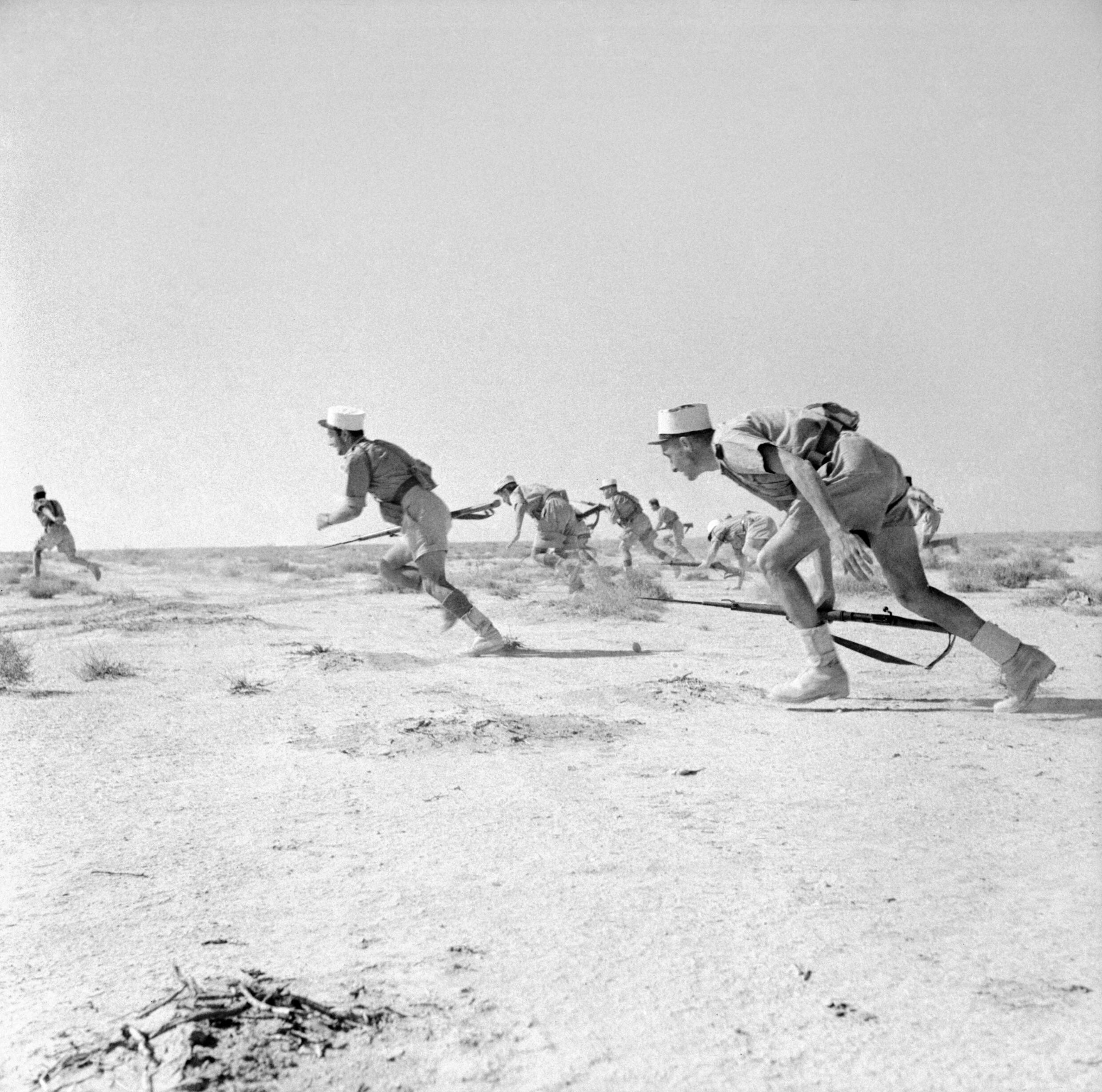
Legionários da França Livre atacando um ponto forte do Eixo na Batalha de Bir Hakeim, 1942.

A Legião Estrangeira desempenhou um papel menor na Segunda Guerra Mundial na Europa continental do que na Primeira Guerra Mundial, embora houvesse envolvimento em muitas frentes de operações externas, notadamente na proteção do transporte marítimo até as campanhas da Noruega, Síria-Líbano e Norte da África. A 13.ª Meia-Brigada, formada para servir na Noruega, se encontrava no Reino Unido na época do Armistício Francês (22 de junho de 1940), foi enviada para o 8.º Exército Britânico no Norte da África e se destacou na Batalha de Bir Hakeim (1942). Refletindo as divisões da época, parte da Legião Estrangeira se juntou ao movimento da França Livre, enquanto outra parte serviu ao governo de Vichy. Legionários alemães foram incorporados à 90.ª Divisão de Infantaria Leve da Wehrmacht no Norte da África.
A Campanha da Síria-Líbano de junho de 1941 viu legionário lutando contra legionário enquanto o 13e D.B.L.E entrava em conflito com o 6.º Regimento de Infantaria Estrangeiro 6e REI em Damasco. No entanto, muitos legionários do 6.º Regimento (dissolvido em 31 de dezembro de 1941) integraram o Regimento de Marcha da Legião Estrangeira R.M.L.E em 1942. Mais tarde, milhares de soldados rasos da unidade da Legião de Vichy se juntaram ao 13e D.B.L.E. das forças da França Livre, que também faziam parte, em setembro de 1944, do Exército de Libertação Francês de Jean de Lattre de Tassigny, o amálgama (400 000 homens) consistia no Exército de Armistício, o as Forças Francesas Livres e as Forças Francesas do Interior que formaram o Exército B e mais tarde fizeram parte do 1.º Exército Francês com forças também emitidas pela Resistência Francesa.

#### Alsácia-Lorena
Após a Segunda Guerra Mundial, muitos ex-soldados alemães que falavam francês se juntaram à Legião Estrangeira para seguir uma carreira militar, uma opção que não era mais possível na Alemanha, incluindo soldados alemães franceses de Malgré-nous. Teria sido considerado problemático se os homens de Alsácia-Lorena não falassem francês. Esses ex-soldados alemães que falavam francês representavam até 60% da Legião durante a guerra na Indochina. Contrariamente à crença popular, entretanto, a política francesa era de excluir ex-membros da Waffen-SS, e os candidatos à indução eram recusados se exibissem a tatuagem reveladora do tipo sanguíneo, ou mesmo uma cicatriz que pudesse estar mascarando.
A alta porcentagem de alemães era contrária à política normal em relação a uma única nacionalidade dominante e, em tempos mais recentes, os alemães representaram uma porcentagem muito menor da composição da Legião Estrangeira.

### Primeira Guerra da Indochina 1946-1954

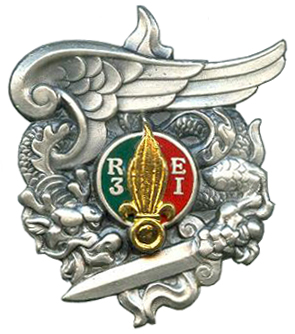
Companhia de paraquedistas do 3.º Regimento de Infantaria Estrangeiro

Durante a Primeira Guerra da Indochina (1946-1954), a Legião Estrangeira viu seu número aumentar devido à incorporação de veteranos da Segunda Guerra Mundial. Embora a Legião Estrangeira tenha se destacado em um território onde servia desde a década de 1880, também sofreu grandes perdas durante a guerra. Constantemente sendo implantadas em operações, as unidades da Legião sofreram perdas particularmente pesadas na Batalha de Dien Bien Phu, antes que o vale fortificado finalmente caísse em 7 de maio de 1954. Nada menos que 72 833 serviram na Indochina durante a guerra de oito anos. A Legião sofreu a perda de 10 283 de seus próprios homens em combate: 309 oficiais, 1 082 suboficiais e 9 092 legionários.
Enquanto apenas uma das várias unidades da Legião envolvidas na Indochina, o 1.º Batalhão de Paraquedistas Estrangeiros (1er BEP) se destacou particularmente, ao ser aniquilado duas vezes. Após sua terceira reforma, foi renomeado para 1.º Regimento de Paraquedistas Estrangeiros (1er REP).
O 1er BEP partiu para a Indochina em 12 de novembro e então participou de operações de combate em Tonquim. Em 17 de novembro de 1950, o batalhão saltou de paraquedas em That Khé e sofreu pesadas baixas em Coc Xa. Reconstituído em 1 de março de 1951, o batalhão participou de operações de combate em Cho Ben, no rio Black e em Annam. Em 21 de novembro de 1953, o 1er BEP reconstituído foi lançado de paraquedas em Dien Bien Phu. Nesta batalha, a unidade perdeu 575 mortos e desaparecidos. Reconstituído pela terceira vez em 19 de maio de 1954, o batalhão deixou a Indochina em 8 de fevereiro de 1955. O 1er BEP recebeu cinco citações e o Fourragère das cores da Medalha Militar por seu serviço na Indochina. O 1er BEP se tornou o 1.º Regimento de Paraquedistas Estrangeiros (1er REP) na Argélia francesa em 1 de setembro de 1955.
Dien Bien Phu caiu em 7 de maio de 1954 às 17h30. Os dois hectares que foram o campo de batalha hoje são campos de milho em volta de uma Estela que comemora os sacrifícios daqueles que morreram ali. Embora a guarnição de Dien Bien Phu incluísse unidades regulares francesas, norte-africanas e recrutadas localmente (indochinesas), a batalha se tornou associada principalmente aos paraquedistas da Legião Estrangeira.
Durante a Guerra da Indochina, a Legião operou vários trens blindados que foram um símbolo rolante duradouro durante o curso fretado da Indochina Francesa. A Legião também operou várias Companhias de Passagem relativas aos conflitos continentais em questão.

### Guerra de Independência Argelina 1954-1962

#### Paraquedistas da Legião Estrangeira

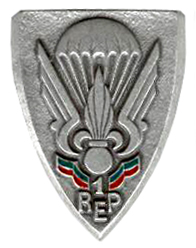
O 1.º Regimento de Paraquedistas Estrangeiros foi formado e comandado pelo tenente-coronel Pierre Jeanpierre da Legião (1912-1958)

A Legião Estrangeira estava fortemente engajada na luta contra a Frente de Libertação Nacional e o Exército de Libertação Nacional (ALN). A principal atividade durante o período de 1954-1962 foi como parte das operações da 10.ª Divisão Paraquedista e da 25.ª Divisão Paraquedista. O 1.º Regimento de Paraquedistas Estrangeiros (1er REP), estava sob o comando da 10.ª Divisão Paraquedista (França), (10ème DP), e o 2.º Regimento de Paraquedistas Estrangeiros (2ème REP), estava sob o comando da 25.ª Divisão Paraquedista (França) (25ème DP). Enquanto o 1er REP e o 2ème REP faziam parte das operações das divisões paraquedistas francesas (10ème DP e 25ème DP estabelecido em 1956), o 1er REP e o 2ème REP, são mais antigas divisões francesas. O 1er REP foi o antigo 1.º Batalhão de Paraquedistas Estrangeiros (1er BEP) três vezes reconstituído e o 2ème REP foi o antigo 2.º Batalhão de Paraquedistas Estrangeiros (2ème BEP). Ambos os batalhões foram renomeados e seus Legionários transferidos da Indochina em 1 de agosto de 1954 para a Argélia francesa em 1 de novembro de 1954. Ambas as origens remontam à Companhia Paraquedista do 3.º Regimento de Infantaria Estrangeiro comandado pelo tenente da Legião Jacques Morin, ligado ao III/1er R.C.P.
Com o início da guerra na Argélia em 1 de novembro de 1954, os dois batalhões de paraquedistas estrangeiros participantes que voltaram da Indochina, o 1.º Batalhão de Paraquedistas Estrangeiros (1er BEP, Formação III) e o 2.º Batalhão de Paraquedistas Estrangeiros (2ème BEP), não faziam parte de quaisquer divisões francesas de paraquedistas ainda que não foram designadas como regimentos até setembro e 1 de dezembro de 1955, respectivamente.

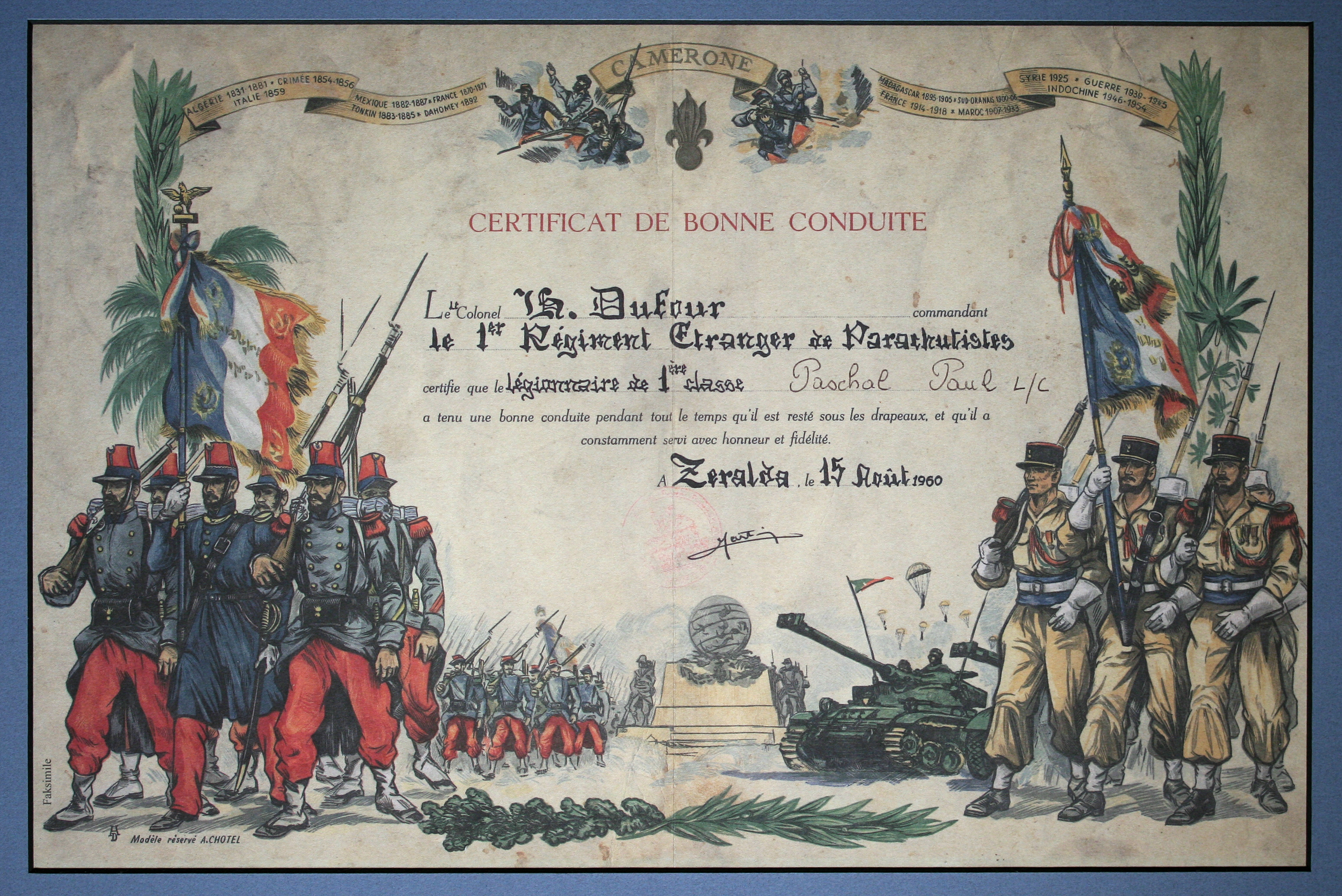
Certificado de Boa Conduta, tenente-coronel Paul Paschal (1919-1994), 1^{er} REP, 15 de agosto de 1960

As principais operações durante a guerra da Argélia incluíram a Batalha de Argel e a Batalha das Fronteiras, travadas por 60 000 soldados, incluindo paraquedistas franceses e a Legião Estrangeira. Para os paraquedistas da Legião, o 1er REP e o 2ème REP, eram os únicos regimentos de paraquedistas estrangeiros ativos conhecidos, comandados exclusivamente por Pierre Jeanpierre para o 1er REP e o 2ème REP. O restante das unidades paraquedistas francesas das Forças Armadas francesas foram comandadas por Jacques Massu, Buchond, Marcel Bigeard, Paul Aussaresses. Outras ofensivas da Legião nas montanhas em 1959 incluíram as operações Jumelles, Cigales e Ariège no Aures e a última em Kabylie.
A imagem da Legião como uma força profissional e apolítica foi manchada quando a elite do 1.º Regimento de Paraquedistas Estrangeiros (1er REP), que também fazia parte da 10.ª Divisão Paraquedista, desempenhou um papel de liderança no golpe Putsch dos Generais de 1961 e foi posteriormente dissolvido.

#### Golpe Putsch dos Generais e redução da Legião Estrangeira

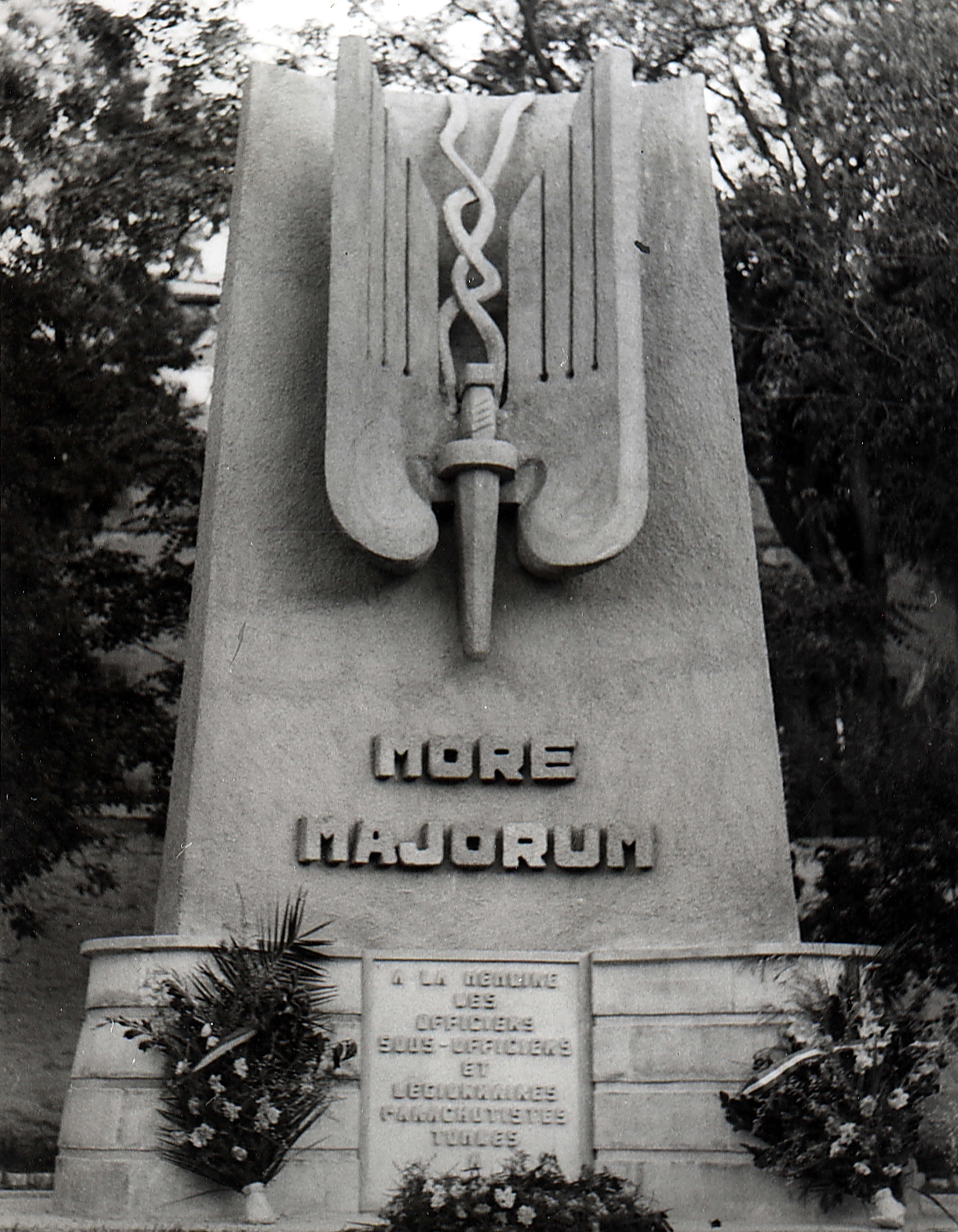
Marche ou Crève e More Majorum para Oficiais da Legião, Suboficiais e Legionários dos CEPs, BEPs e REPs da Legião Estrangeira

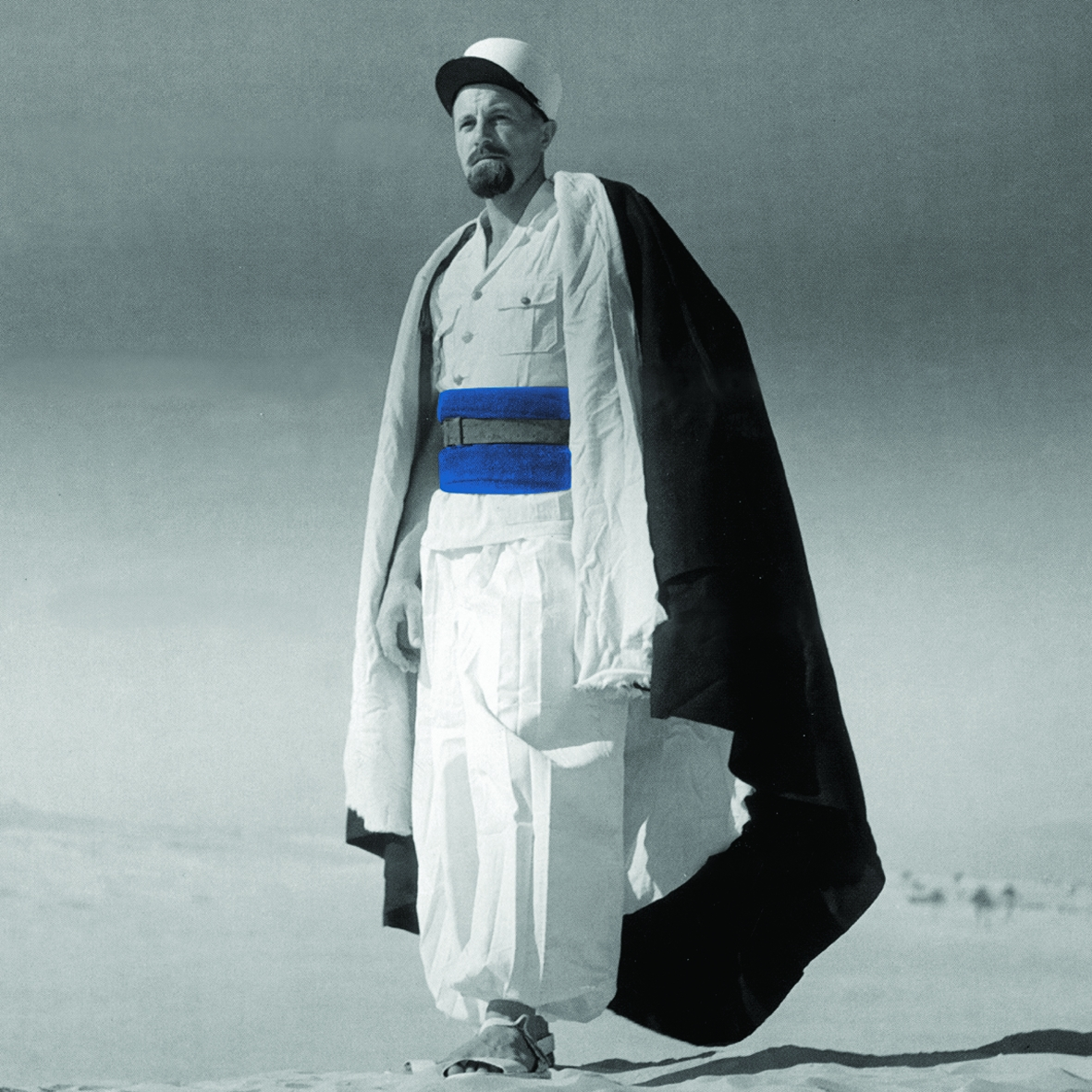
Uniforme legionário das Companhias do Saara da Legião Estrangeira Francesa (CSPLE). Frequentemente azul ou vermelho e usado por todos os soldados do Exército da África; a Legião, entretanto, adotou oficialmente a Ceinture Bleue (faixa azul) em 1882

Saindo de um difícil conflito na Indochina, a Legião Estrangeira Francesa reforçou a coesão ao estender a duração do treinamento básico. Os esforços desenvolvidos foram bem-sucedidos durante este trânsito; porém, com a entrada em dezembro de 1960 e a revolta dos generais, uma crise atingiu a Legião que depositava sua fé no corpo do Exército.
Por ter se reunido ao golpe Putsch dos Generais de abril de 1961, o 1.º Regimento de Paraquedistas Estrangeiros (1er REP) da 10ª Divisão de Paraquedistas foi dissolvido em 30 de abril de 1961 em Zéralda.
Em 1961, na questão do golpe, o 1.º Esquadrão Montado do Saara da Legião Estrangeira, recebeu as missões para assegurar vigilância e policiamento. A independência da Argélia francesa em 1962 foi traumatizante, pois terminou com o abandono forçado do centro de comando do quartel em Sidi Bel Abbès, estabelecido em 1842. Ao serem notificados de que o regimento de elite seria dissolvido e que eles seriam transferidos, legionários do 1er REP incendiaram o pavilhão chinês adquirido após o Cerco de Tuyen Quang em 1884. As relíquias do museu de história da Legião, incluindo a mão de madeira do Capitão Jean Danjou, posteriormente acompanharam a Legião para a França. Também removidos de Sidi Bel Abbès estavam os restos simbólicos da Legião do general Paul-Frédéric Rollet (O Pai da Legião), o oficial da Legião príncipe Aage da Dinamarca e o legionário Heinz Zimmermann (última vítima fatal na Argélia).

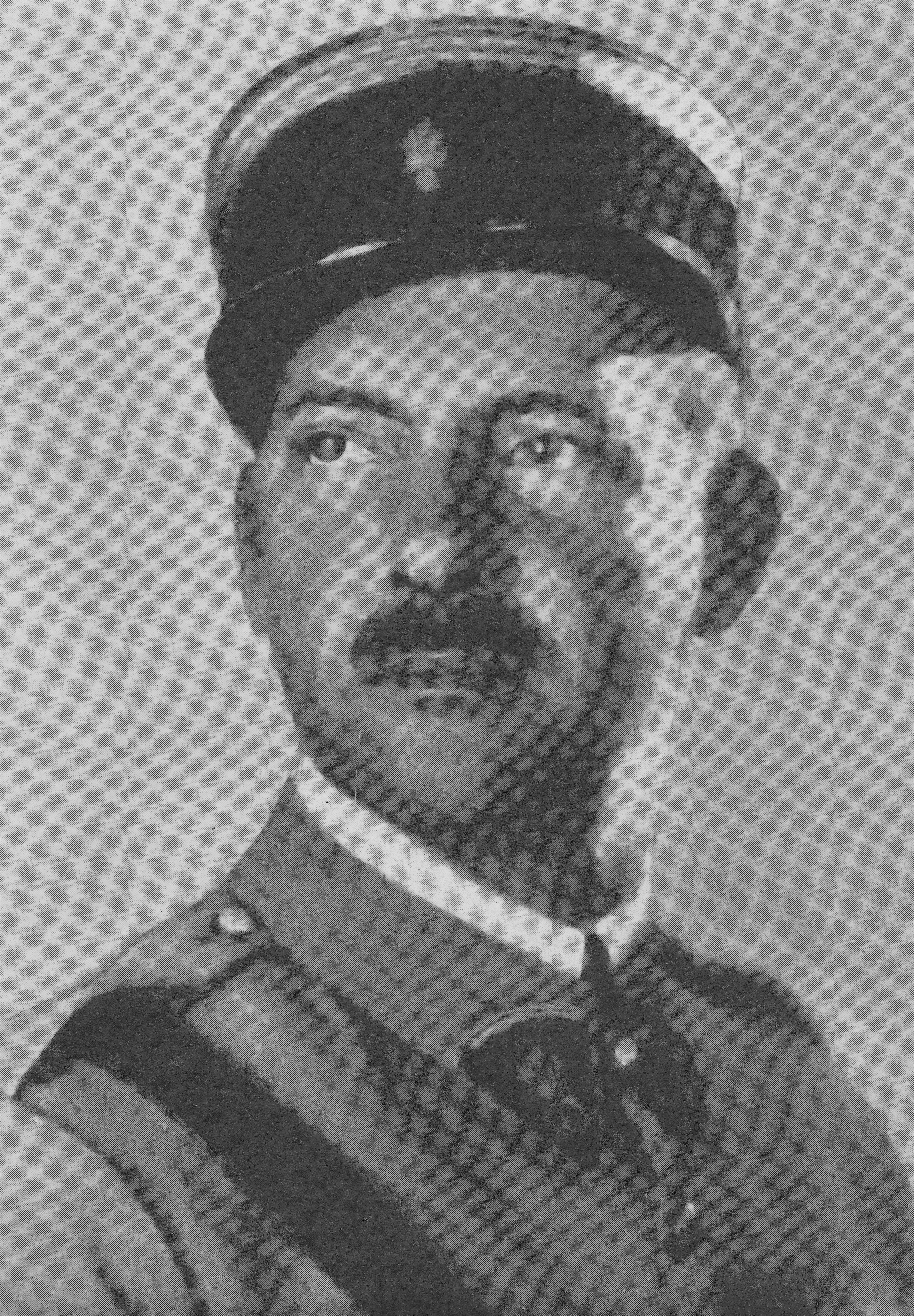
Oficial tenente-coronel da Legião, príncipe Aage da Dinamarca (1887–1940)

A Legião adquiriu sua canção de desfile "Non, je ne regrette rien" ("Não me arrependo de nada"), uma canção de Édith Piaf de 1960 cantada por oficiais não comissionados e legionários quando eles deixavam seus quartéis para serem realocados após o golpe Putsch dos Generais de 1961. A música permaneceu como parte da herança da Legião desde então.
O 1er REP foi dissolvido em 30 de abril de 1961. No entanto, prevaleceu o 2.º Regimento de Paraquedistas Estrangeiros (2ème REP), enquanto a maior parte do pessoal das Companhias do Saara foram integrados no 1.º Regimento Estrangeiro, 2.º Regimento de Infantaria Estrangeiro e 4.º Regimento Estrangeiro respectivamente.

### África pós-colonial

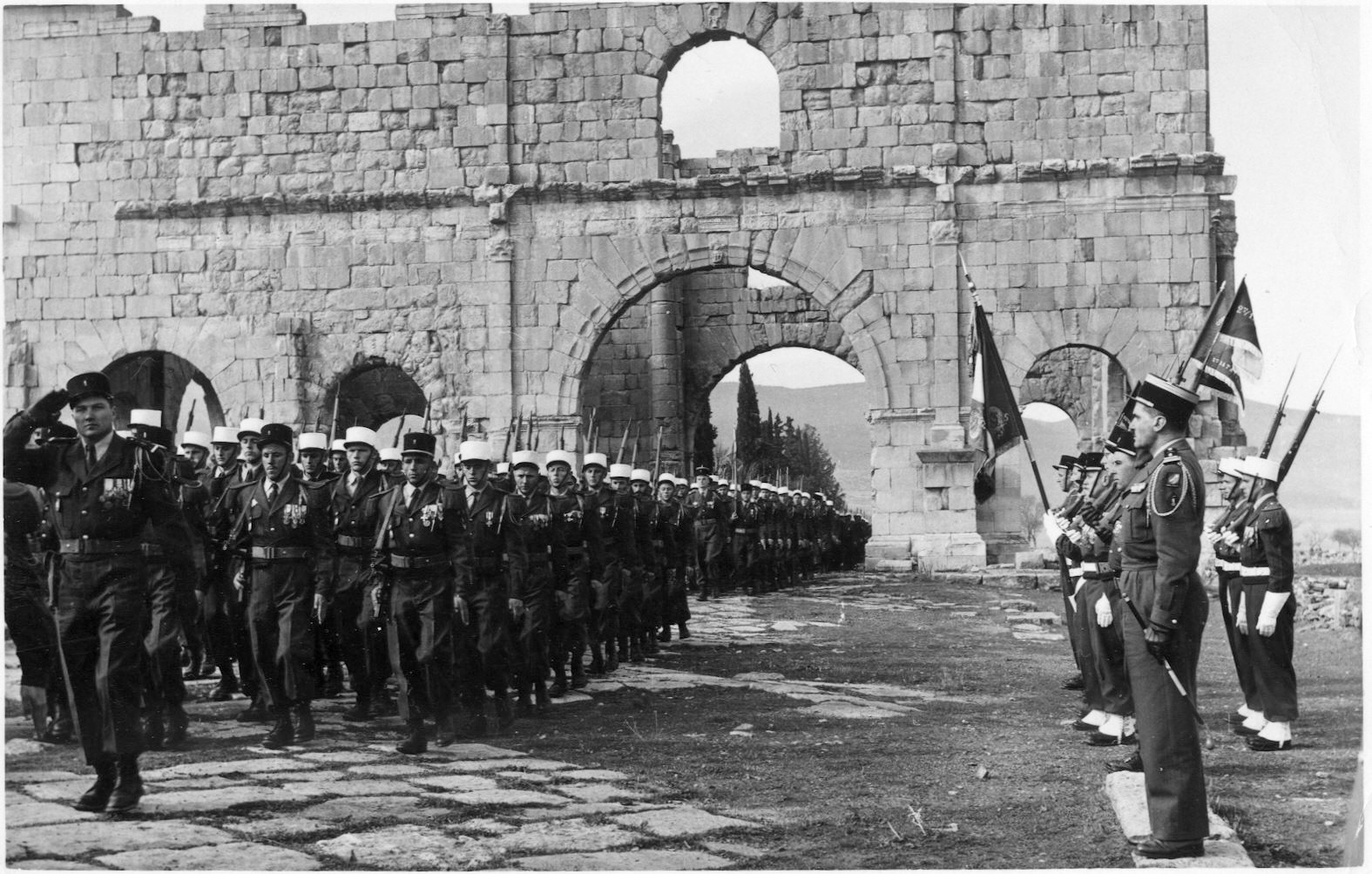
A 13.ª Meia-Brigada da Legião Estrangeira desfilando pelas ruínas romanas em Lambésis, Argélia francesa (por volta de 1958)

Em meados da década de 1960, a Legião Estrangeira perdeu seu lar tradicional e espiritual na Argélia Francesa e as unidades de elite foram dissolvidas. O presidente Charles de Gaulle considerou dissolvê-lo completamente, mas, sendo lembrado dos Regimentos de Marcha, e que a 13.ª Meia-Brigada da Legião Estrangeira foi uma das primeiras unidades a se declarar por ele em 1940 e levando também em consideração o serviço efetivo de várias unidades do Saara e as atuações de outras unidades da Legião, ele escolheu reduzir o tamanho da Legião de 40 000 para 8 000 homens e realocá-lo na França Metropolitana. As unidades da Legião continuaram a ser designadas para serviço no exterior, embora não no Norte da África (veja abaixo).

### 1962-presente
No início dos anos 1960, e além de implantações rápidas globais em andamento, a Legião Estrangeira também estacionou forças em vários continentes enquanto operava diferentes unidades de função. De 1965 a 1967, a Legião operou várias companhias, incluindo a 5.ª Companhia de Transporte de Pesos Pesados (CTGP), principalmente encarregada de evacuar o Saara. A área de responsabilidade de algumas dessas unidades estendia-se desde os confins do meio do Saara até o Mediterrâneo. Intervenções em andamento e implantações rápidas dois anos depois e nos anos seguintes incluídos em parte:
- 1969-1971: intervenções no Chade
- 1978-presente: Operações de manutenção da paz em todo o Mediterrâneo, incluindo a Força Interina das Nações Unidas no Líbano durante a Guerra Global contra o Terror
- 1978-1978: Batalha de Coluezi (Zaire)
- 1981-1984: Operações de manutenção da paz no Líbano no corpo da Força Multinacional das Nações Unidas durante a Guerra Civil Libanesa, juntamente com a 31.ª Brigada que incluía o 1.º Regimento Estrangeiro. Operação Épaulard I foi liderada pelo tenente-coronel Bernard Janvier. A Força Multinacional também incluiu a 1st The Queen's Dragoon Guards das Forças Armadas do Reino Unido, contingentes americanos do Corpo de Fuzileiros Navais dos Estados Unidos e da Marinha dos Estados Unidos, Marinha Nacional Francesa e 28 regimentos exclusivos das Forças Armadas Francesas, incluindo regimentos de paraquedistas franceses, companhias, unidades do 11.ª Brigada Paraquedista junto com o 2.º Regimento de Paraquedistas Estrangeiros. A Força Multinacional também incluiu as Forças de Defesa da Irlanda e unidades da Gendarmaria Nacional Francesa, paraquedistas das Forças Armadas da Itália da Brigada Folgore e unidades de infantaria dos regimentos Bersaglieri e fuzileiros navais do Batalhão de San Marco.

#### Guerra do Golfo 1990-1991

A 6.ª Divisão Blindada Leve (6^{ème} D.L.B) operando no flanco esquerdo da coalizão de 34 nações durante a Guerra do Golfo

Em setembro de 1990, o 1.º Regimento Estrangeiro (1er RE), 1.º Regimento de Cavalaria Estrangeiro (1er REC), 2.º Regimento de Paraquedistas Estrangeiros (2ème REP), 2.º Regimento de Infantaria Estrangeiro (2ème REI) e o 6.º Regimento de Engenheiros Estrangeiros (6ème REG) foram enviados ao Golfo Pérsico como uma parte da Operação Daguet junto com o 1.º Regimento Spahi, 11.º Regimento de Artilharia dos Fuzileiros Navais, 3.º Regimento de Infantaria dos Fuzileiros Navais, 21.º Regimento de Infantaria dos Fuzileiros Navais, Aviação Leve do Exército Francês, Regimento de Tanques de Infantaria dos Fuzileiros Navais, regimentos de paraquedistas franceses incluindo componentes do 35.º Regimento de Artilharia de Paraquedistas (35ème RAP), 1.º Regimento de Hussardos Paraquedistas (1er RHP), 17.º Regimento de Engenheiros Paraquedistas (17ème RGP) e outros contingentes aerotransportados. A Divisão Daguet foi comandada pelo general de brigada Bernard Janvier.

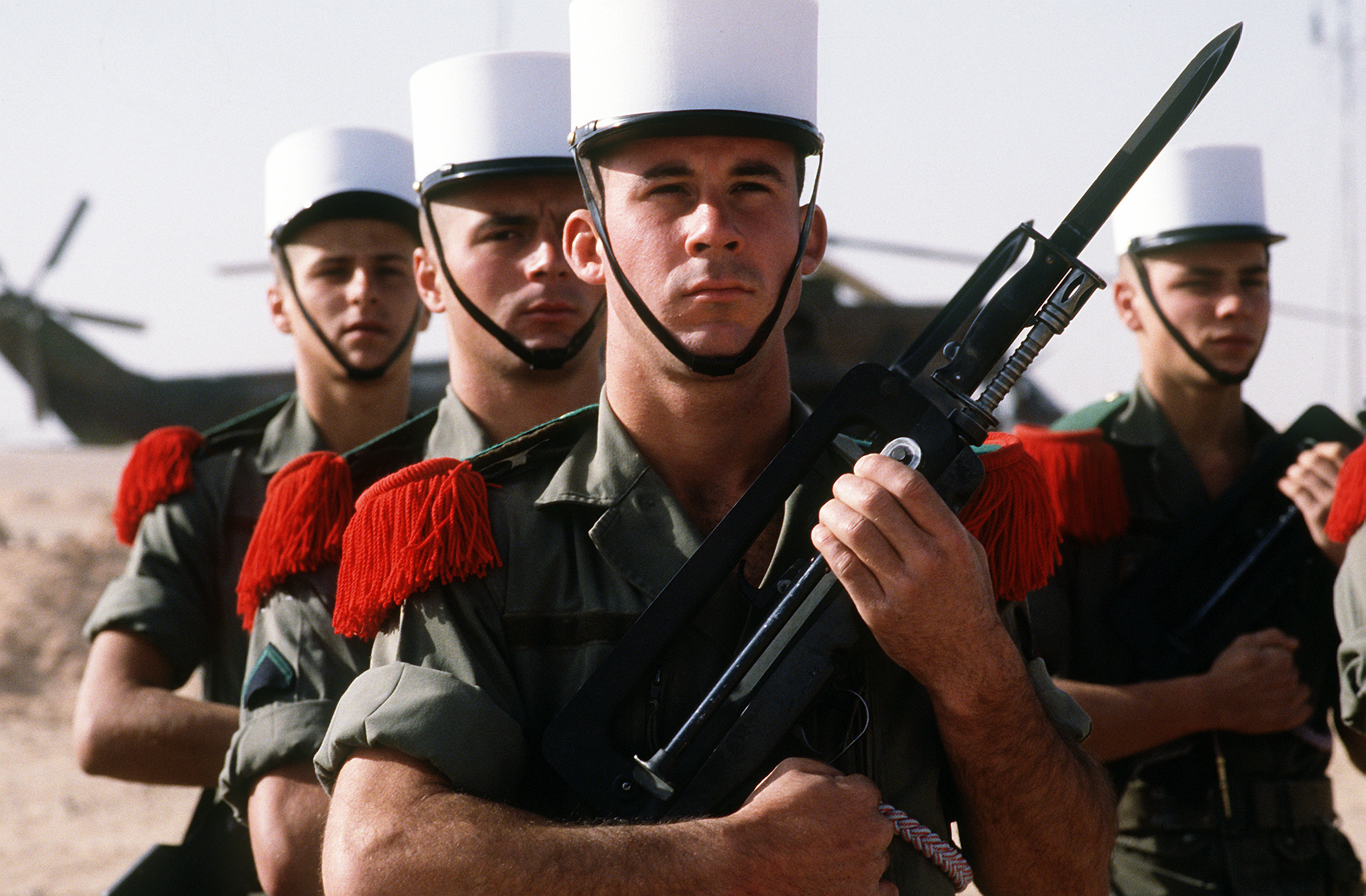
Uma guarda de honra da Legião do 2.º Regimento de Infantaria Estrangeiro atenta enquanto espera a chegada de Norman Schwarzkopf e o tenente-general Khalid bin Sultan Al Saud, comandante das Forças Conjuntas na Arábia Saudita, durante a Operação Escudo do Deserto

A força da Legião, composta principalmente de 27 nacionalidades diferentes, foi anexada à 6.ª Brigada Blindada Leve (6ème D.L.B) da França, cuja missão era proteger o flanco esquerdo da Coalizão enquanto a cobertura disparava pela artilharia da marinha. Durante a Guerra do Golfo, a DINOPS operou em apoio à 82.ª Divisão Aerotransportada do Exército dos Estados Unidos e forneceu os serviços EOD para a divisão. Depois que o cessar-fogo começou, eles conduziram uma operação conjunta de remoção de minas ao lado de uma Unidade da Equipe de Mergulhadores de Desminagem da Marinha Real Australiana.
Após a campanha aérea de quatro semanas, as forças da coalizão lançaram a ofensiva terrestre. Eles rapidamente penetraram profundamente no Iraque, com a Legião tomando o Aeroporto As-Salman, encontrando pouca resistência. A guerra terminou depois de 100 horas de combates no solo, o que resultou em baixas muito leves para a Legião.

#### Pós 1991
- 1991: Evacuação de cidadãos franceses e estrangeiros em Ruanda, Gabão e Zaire.
- 1992: Camboja e Somália
- 1993: Sarajevo, Bósnia e Herzegovina
- 1995: Ruanda
- 1996: República Centro-Africana
- 1997: Congo-Brazzaville
- Desde 1999: KFOR em Kosovo e na Macedônia do Norte

### Guerra Global contra o Terror 2001-presente
- 2001-2014: Operação Liberdade Duradoura no Afeganistão
- 2002-2003: Operação Licorne na Costa do Marfim
- 2008: EUFOR Tchad/RCA no Chade
- 2013-2014: Operação Serval na Guerra Civil do Mali[51]

## Composição e organização
Antes do fim da Guerra da Argélia, a Legião Estrangeira não estava estacionada na França continental, exceto em tempos de guerra. Até 1962, o quartel-general da Legião Estrangeira, distrito da guarnição Vienot de Sidi Bel Abbès estava na Argélia Francesa. Hoje, algumas unidades da Legião estão na Córsega ou em possessões ultramarinas (principalmente na Guiana Francesa, guardando o Centro Espacial da Guiana), enquanto o restante está no sul da França continental. A atual sede, o distrito da guarnição Vienot de Aubagne fica na França, nos arredores de Marselha. Como resultado de uma campanha de recrutamento após os Ataques de novembro de 2015 em Paris, a Legião terá 8 900 homens em 2018.
- França continental
  - 1.º Regimento Estrangeiro (1er RE), com sede em Aubagne, França (HQ, seleção e administração, outras missões específicas)
    - Seções de Tradição dos Pioneiros

  - 1.º Regimento de Cavalaria Estrangeiro (1er REC), baseado em Campo de Carpiagne (Bouches-du-Rhône), França (tropas blindadas)
  - 1.º Regimento de Engenheiros Estrangeiros (1er REG), antigo 6.º Regimento de Engenheiros Estrangeiros (6ème REG), com base em Laudun, França
    - Grupos de Pioneiros

  - 2.º Regimento de Infantaria Estrangeiro (2ème REI), baseado em Nîmes, França
  - 2.º Regimento de Engenheiros Estrangeiros (2ème REG), baseado em St Christol, França
    - Grupos de Pioneiros

  - 2.º Regimento de Paraquedistas Estrangeiros (2ème REP), baseado em Calvi, Córsega
  - 4.º Regimento Estrangeiro (4èmeRE), baseado em Castelnaudary (treinamento), França
    - Grupos de Pioneiros

  - Grupo de Recrutamento da Legião Estrangeira (G.R.L.E), baseado no Forte de Nogent (recrutamento militar e outros), França
  - 13.ª Meia-Brigada da Legião Estrangeira (13ème DBLE) estacionado em Djibouti até 2011, em seguida, nos Emirados Árabes Unidos até 2016. A partir de janeiro de 2016, a 13e DBLE está progressivamente baseado em Camp Larzac para integrar a 6e BLB
- Territórios Ultramarinos Franceses e Coletividade de ultramar, França
  - 3.º Regimento de Infantaria Estrangeiro (3ème REI), baseado em Guiana Francesa
    - Grupos de Pioneiros

  - Destacamento da Legião Estrangeira em Mayotte (DLEM)

### Implantações atuais
Estas são as seguintes implantações:
- Opérations extérieures (exceto em casa ou em deveres padrão)
  - Guiana Francesa Missão de presença no Oyapock, Proteção, 3ème REI Proteção CSG; 2ème REP/CEA; 2ème REI/4ème
  - Afeganistão Intervenção 1er REC/3.º esquadrão (1 pelotão); 2ème REI/4.° companhia OMLT; 2ème REG/companhia do 1ème
  - Mayotte (Coletividade Departamental de Mayotte) Prevenção DLEM Missão de Soberania
  - Gabão Prevenção 2ème REP/companhia do 3ème e 4ème

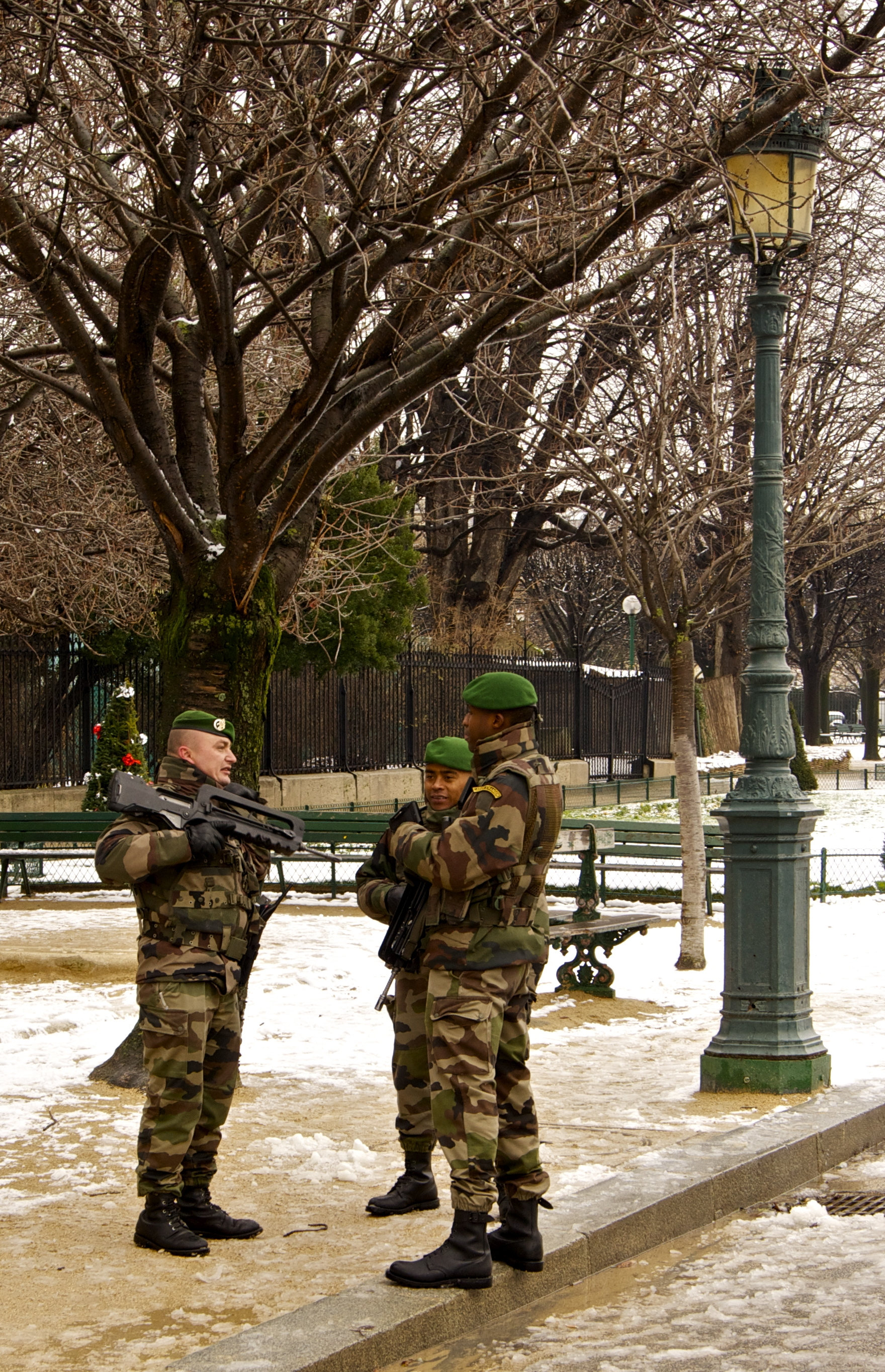
Legionários em Paris no Vigipirate, o sistema de alerta de segurança contra terrorismo da França, em novembro de 2010

| Acrônimo | Nome em francês                                                                  | Significado em português                                                         |
| -------- | -------------------------------------------------------------------------------- | -------------------------------------------------------------------------------- |
| CEA      | Compagnie d'éclairage et d'appuis                                                | Companhia de Reconhecimento e Suporte                                            |
| CAC      | Compagnie anti-char                                                              | Companhia Anti-Tanque                                                            |
| UCL      | Unité de commandement et de logistique                                           | Unidade de Comando e Logística                                                   |
| EMT      | État-major tactique                                                              | Posto de Comando Tático                                                          |
| NEDEX    | Neutralisation des explosifs                                                     | Neutralização e Destruição de Explosivos                                         |
| OMLT     | Operational Mentoring and Liaison Team (O nome oficial desta filial é em inglês) | Operational Mentoring and Liaison Team (O nome oficial desta filial é em inglês) |

- Tanque leve ERC 90 da 13ème DBLE em Djibouti
- Paraquedistas do 2ème REP em Djibouti
- Atiradores de elite do 2ème REI usando um PGM Hecate II e um FR-F2 no Afeganistão em 2005
- Legionário do 2ème REI com uma metralhadora pesada M2
- Legionário usando um FR-F2 no Afeganistão (2007)

### DINOPS, PCG e Comandos
- 2.º Regimento de Paraquedistas Estrangeiros (2ème REP); Grupo de Comando de Paraquedistas (GCP); Desbravadores qualificados em Ações Diretas, Especial Recco e IMEX.
- 1.º Regimento de Engenheiros Estrangeiros (1er REG); Equipes P.C.G de Demolição Subaquática de Paraquedista (Mergulhadores, Engenheiros de Combate, em francês:  Plongeurs Commando group), Equipes DINOPS do Destacamento Operacional de Intervenção Subaquática (em francês:  Détachement d'Intervention Nautique Operationnelle Subaquatique).
- 2.º Regimento de Engenheiros Estrangeiros (2ème REG); Equipes P.C.G de Demolição Subaquática de Paraquedista (Mergulhadores, Engenheiros de Combate, em francês:  Plongeurs du Combat du Génie), Equipes DINOPS do Destacamento Operacional de Intervenção Subaquática (em francês:  Détachement d'Intervention Nautique Operationnelle Subaquatique) e Grupo de Comando de Montanha (GCM) em alguns casos como especialidades duplas.[54]

## Processo de recrutamento
| Chegada          | 1 a 3 dias no Centro de Informação de Legião Estrangeira. Recepção, informações e termos do contrato. Posteriormente, transferido para Paris, Centro de Recrutamento da Legião Estrangeira.                                                                         |
| Pré-seleção      | 1 a 4 dias no Centro de Recrutamento de Legião Estrangeira em Paris. Confirmação da motivação, check-up médico inicial, finalização dos papéis de alistamento e assinatura do contrato de serviço de 5 anos.                                                        |
| Seleção          | 7 a 30 dias no Centro de Recrutamento e Seleção de Aubagne. Testes psicológicos e de personalidade, testes de lógica (sem requisitos de educação), exame médico, testes de condição física, motivação e entrevistas de segurança. Confirmação ou recusa de seleção. |
| Seleção Aprovada | Assinatura e transferência do contrato de prestação de serviços de 5 anos. Integração na Legião Estrangeira como estagiário. |

### Treinamento básico

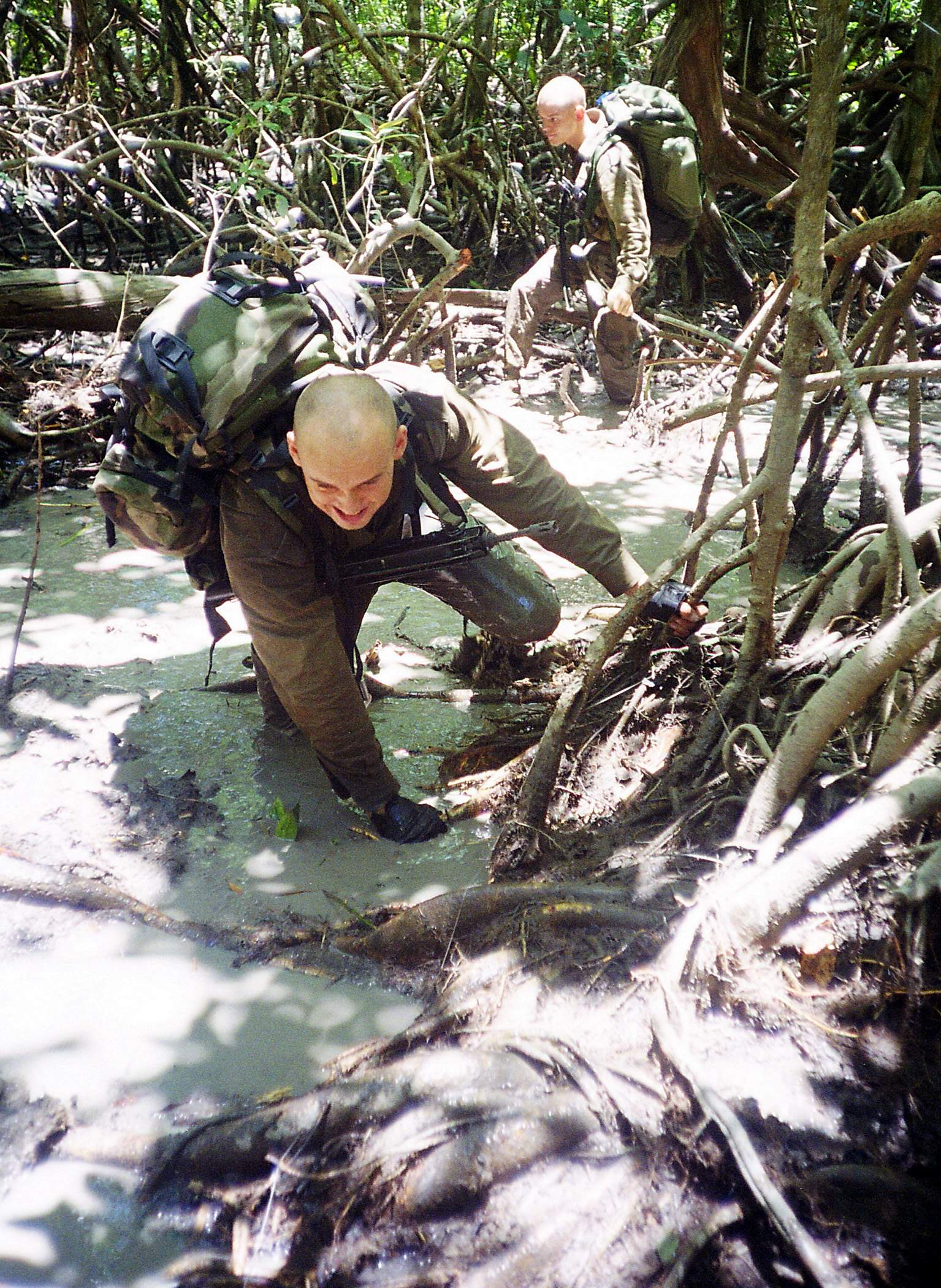
Legionários de treinamento na Guiana Francesa

Embora todos os membros de base da Legião Estrangeira devam servir sob o "status de estrangeiro" (à titre étranger), mesmo que sejam cidadãos franceses, os oficiais subalternos e comissionados podem servir sob o status francês ou estrangeiro. Suboficiais e oficiais com status estrangeiro são promovidos exclusivamente de suas patentes e em 2016 representaram 10% do Corpo de Oficiais da Legião. Oficiais de status franceses são membros de outras unidades do Exército Francês afetados à Legião ou legionários promovidos que optaram por se tornar cidadãos franceses.
O treinamento básico para a Legião Estrangeira é realizado no 4.º Regimento Estrangeiro. Este é um regimento de combate operacional que oferece um curso de treinamento de 15 a 17 semanas, antes que os recrutas sejam designados para suas unidades operacionais:
- Treinamento inicial de 4-6 semanas em A Fazenda (La Ferme), introdução ao estilo de vida militar; atividades ao ar livre e de campo.
- Marcha (Marche Képi Blanc), uma marcha de 50 km de dois dias (25 km por dia) em kit completo, seguida da cerimônia Képi Blanc no 3.º dia.
- Treinamento técnico e prático (alternado com quartel e treinamento de campo), três semanas.
- Treino de montanha (Chalet em Formiguière nos Pirenéus Franceses), uma semana.
- Treinamento técnico e prático (alternância de quartéis e treinamento de campo), três semanas.
- Exames e obtenção do certificado técnico elementar (CTE), uma semana.
- Marcha (Raid Marche), marcha final de 120 km, que deve ser concluída em três dias (40 km por dia).
- Formação para condutores de veículos leves (carta de condução), uma semana.
- Retorno a Aubagne antes de se reportar ao regimento operacional designado, uma semana.

O ensino da língua francesa (leitura, escrita e pronúncia) é ministrado diariamente durante todo o treinamento básico.
- Legionários voando de um helicóptero Puma sobre Calvi
- Legionários em Mayotte
- Legionários usando a técnica HALO para saltar de um C-160.
- Legionários usando a técnica HALO para saltar de um C-160, enquanto treinam em Camp Raffalli, na Córsega.

## Tradições
Como a Legião Estrangeira é composta por soldados de diferentes nacionalidades e origens, é necessário desenvolver um intenso espírito de corpo, que é alcançado através do desenvolvimento da camaradagem, tradições específicas, a lealdade de seus legionários, qualidade de seu treinamento e o orgulho de ser um soldado em uma unidade de elite.

### Código de honra
O "Código de Honra do Legionário" é o credo da Legião Estrangeira, recitado apenas em francês. O Código de Honra foi adotado na década de 1980.

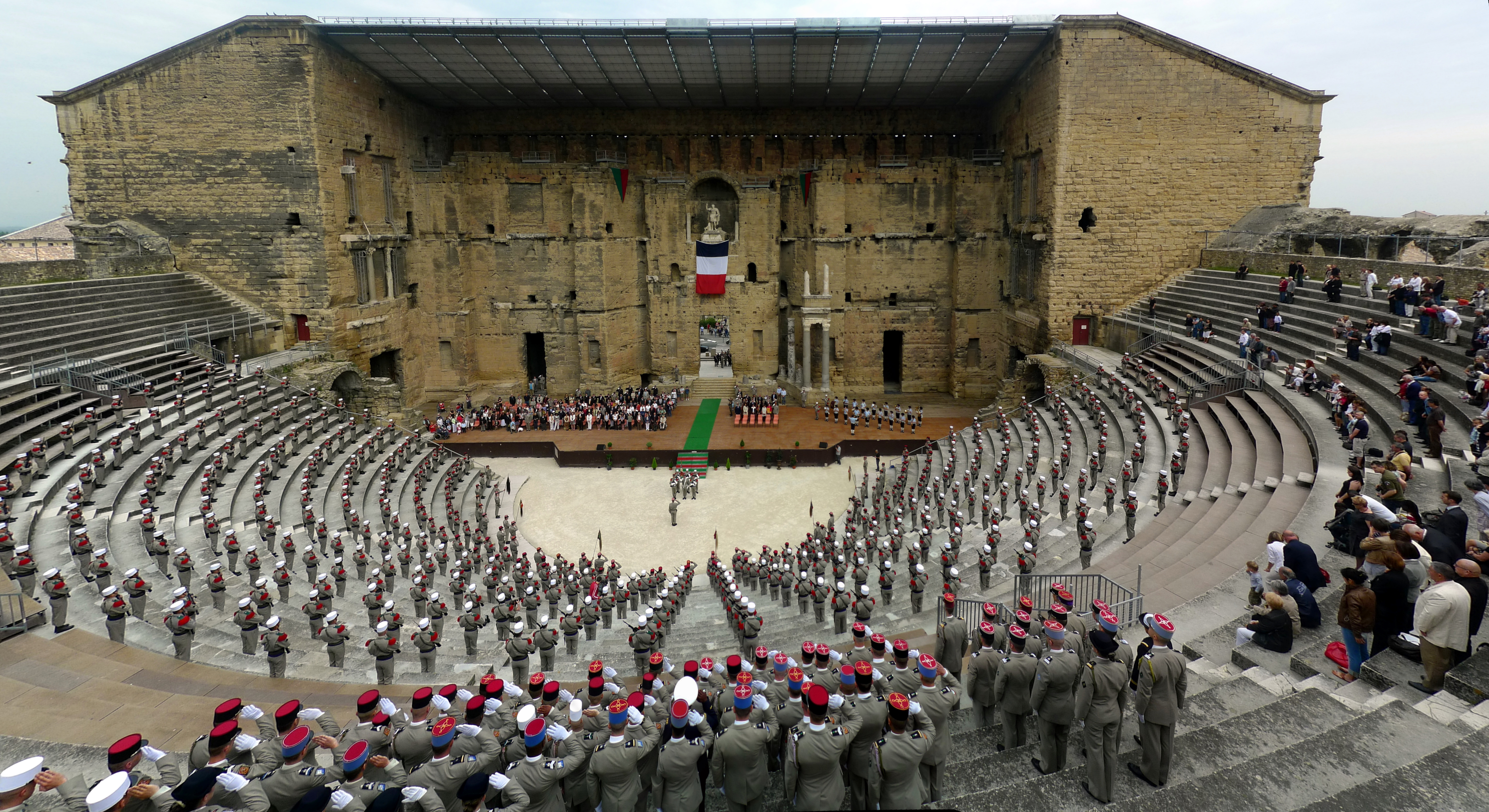
Comemoração da Batalha de Camarón pelo 1.º Regimento de Cavalaria Estrangeiro do Teatro Romano de Orange

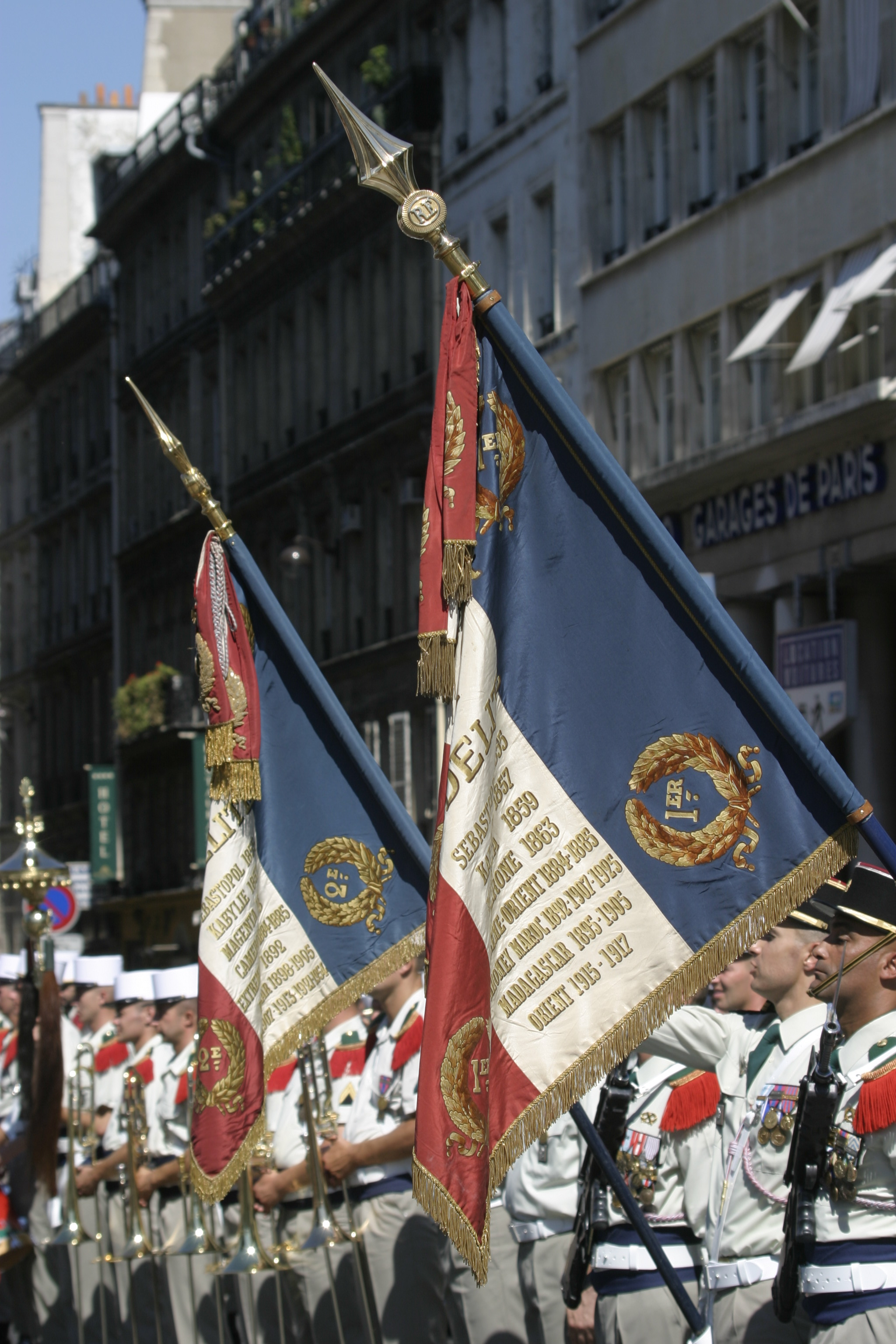
Bandeiras regimentais do 1.º Regimento Estrangeiro e do 2.º Regimento em Paris, 2003

|        | Code d'honneur du légionnaire | Código de Honra do Legionário |
| ------ | --- | --- |
| Art. 1 | Légionnaire, tu es un volontaire, servant la France avec honneur et fidélité. | Legionário, você é um voluntário servindo a França com honra e fidelidade. |
| Art. 2 | Chaque légionnaire est ton frère d'armes, quelle que soit sa nationalité, sa race ou sa religion. Tu lui manifestes toujours la solidarité étroite qui doit unir les membres d'une même famille. | Cada legionário é seu irmão de armas, qualquer que seja sua nacionalidade, raça ou religião. Você mostra a ele a mesma solidariedade que une os membros de uma mesma família. |
| Art. 3 | Respectueux des traditions, attaché à tes chefs, la discipline et la camaraderie sont ta force, le courage et la loyauté tes vertus.                                                             | Respeito pelas tradições, devoção aos seus líderes, disciplina e camaradagem são seus pontos fortes, coragem e lealdade são suas virtudes.                                    |
| Art. 4 | Fier de ton état de légionnaire, tu le montres dans ta tenue toujours élégante, ton comportement toujours digne mais modeste, ton casernement toujours net.                                      | Orgulhoso de sua condição de legionário, você o exibe com seu uniforme sempre impecável, seu comportamento sempre digno, mas modesto, e seus aposentos limpos.                |
| Art. 5 | Soldat d'élite, tu t’entraînes avec rigueur, tu entretiens ton arme comme ton bien le plus précieux, tu as le souci constant de ta forme physique.                                               | Soldado de elite, você treina rigorosamente, mantém sua arma como seu bem mais precioso e cuida constantemente de sua forma física.                                           |
| Art. 6 | La mission est sacrée, tu l'exécutes jusqu’au bout et, s'il le faut, en opérations, au péril de ta vie.                                                                                          | A missão é sagrada, você a cumpre até o fim e, se necessário, no campo, com risco de vida.                                                                                    |
| Art. 7 | Au combat, tu agis sans passion et sans haine, tu respectes les ennemis vaincus, tu n’abandonnes jamais ni tes morts, ni tes blessés, ni tes armes.                                              | No combate, você age sem paixão e sem ódio, respeita os inimigos derrotados e nunca abandona seus mortos, seus feridos ou suas armas.                                         |

### Lemas

#### Honneur et Fidélité
Em contraste com todas as outras unidades do Exército Francês, o lema bordado nas bandeiras regimentais da Legião Estrangeira não é Honneur et Patrie (Honra e Pátria), mas Honneur et Fidélité (Honra e Fidelidade).

#### Legio Patria Nostra
Legio Patria Nostra (em francês:  La Légion est notre Patrie (A Legião é nossa Pátria) é o lema latino da Legião Estrangeira. A adoção da Legião Estrangeira como uma nova "Pátria" não implica repúdio pelo legionário à sua nacionalidade de origem. A Legião Estrangeira é obrigada a obter um acordo de qualquer legionário antes de ser colocado em qualquer situação em que possa ter de servir contra seu país de nascimento.

#### Lemas regimentais
- 1er RE: Honneur et Fidélité
- G.R.L.E: Honneur et Fidélité
- 1er REC:  Honneur et Fidélité e Nec pluribus impar (Nenhum outro igual)
- 2ème REP: Honneur et Fidélité e More Majorum[61] (na maneira, modos e tradições de nossos veteranos[62] dos regimentos estrangeiros)
- 2ème REI: Honneur et Fidélité e Être prêt (Esteja pronto)
- 2ème REG: Honneur et Fidélité e Rien n'empêche (Nada impede)
- 3ème REI: Honneur et Fidélité e Legio Patria Nostra
- 4èmeRE: Honneur et Fidélité e Creuset de la Légion et Régiment des fortes têtes (A prova severa da Legião e o regimento forte de mente sã)
- 6ème REG em seguida 1er REG: Honneur et Fidélité e Ad Unum (Todos para um fim, para o regimento até o último)
- 13ème DBLE: Honneur et Fidélité e More Majorum[61] ("na maneira, modos e tradições de nossos veteranos[61] dos regimentos estrangeiros)
- DLEM: Honneur et Fidélité e Pericula Ludus (''Jogo de perigos, para o regimento Para o Perigo é o meu prazer do 2.º Regimento de Cavalaria Estrangeiro)

### Insignias
| Regimento | Cores | Insignia            | Insignia de boina                       | Atividade | Comandantes notáveis |
| Le Commandement de la Légion étrangère (C.O.M.L.E) |       |                     |                                         | 1931-presente | General Paul-Frédéric Rollet General Raoul Magrin-Vernerey General Jean-Claude Coullon |
| 1.º Regimento Estrangeiro (1er R.E.) |       |                     |                                         | 1841-presente | François Achille Bazaine Coronel Raphaël Vienot Pierre Joseph Jeanningros Capitão Jean Danjou Pedro I da Sérvia Horatio Herbert Kitchener Paul-Frédéric Rollet Comandante Pierre Segrétain Tenente-coronel Pierre Jeanpierre                                                            |
| 4.º Regimento Estrangeiro (4ème R.E.) | *     |                     |                                         | 1920-1940 1941-1943 1948-1963 1976-presente                                                                         | |
| Grupo de Recrutamento da Legião Estrangeira (G.R.L.E) | *     |                     |                                         | 2007-presente | |
| Legião de Pioneiros (Pionniers de La Légion Etrangère) 1.º Regimento Estrangeiro Seções de Tradição dos pioneiros 1.º Regimento de Engenheiros Estrangeiros Grupos de Pioneiros 2.º Regimento de Engenheiros Estrangeiros Grupos de Pioneiros 3.º Regimento de Infantaria Estrangeiro Grupos de Pioneiros 4.º Regimento Estrangeiro Grupos de Pioneiros Destacamento da Legião Estrangeira em Mayotte Grupos de Pioneiros |       |                     | 1e RE 1e REG 2e REG 3e RE 4e RE D.L.E.M | 1831-presente | |
| Depósito Comunal dos Regimentos Estrangeiros (D.C.R.E) |       |                     | *                                       | 1933-1955 1955-presente                                                                                             | Coronel Louis-Antoine Gaultier |
| 1.º Regimento Estrangeiro (1er R.E.I) |       |                     |                                         | (1950-1955) | |
| 1.º Regimento de Cavalaria Estrangeiro (1er R.E.C) |       | Nec pluribus impar  |                                         | 1921-presente | |
| Companhia de Apoio Aéreo Estrangeiro (C.E.R.A) | *     |                     |                                         | 1951 | |
| Companhia de Paraquedistas do 3.º Regimento de Infantaria Estrangeiro (Para Co. du 3ème R.E.I) | *     |                     |                                         | 1948-1949 1.º Batalhão de Paraquedistas Estrangeiros 1er BEP (1948-1955)                                            | Tenente Jacques Morin (Comandante da Companhia) Tenente Paul Arnaud de Foïard (Seção-Pelotão, Comandante) |
| 1.º Batalhão de Paraquedistas Estrangeiros (1er B.E.P) | *     |                     |                                         | 1948-1955 | Comandante Pierre Segrétain (1er BEP, Formação I) Tenente-coronel Pierre Jeanpierre (1er BEP, Formações I, II e III) Capitão Pierre Sergent |
| 1.º Regimento de Paraquedistas Estrangeiros (1er R.E.P) | *     | Marche ou Creve     |                                         | 1955-1961 | Tenente-coronel Pierre Jeanpierre Comandante Hélie de Saint Marc Capitão Pierre Sergent Guy Rubin de Cervens |
| 1.ª Companhia Estrangeira de Paraquedistas de Morteiro Pesado (1ère C.E.P.M.L) | *     |                     |                                         | 1953-1954 | Tenente Jacques Molinier Tenente Paul Turcy Tenente Erwan Bergot Tenente Jean Singland |
| 1.º Regimento de Engenheiros Estrangeiros (1er R.E.G) |       | Ad Unum             |                                         | 1999-presente | |
| 2.º Regimento de Engenheiros Estrangeiros (2ème R.E.G) |       | Rien n'empêche      |                                         | 1999-presente | |
| 2.º Regimento de Cavalaria Estrangeiro (2ème R.E.C) | *     |                     |                                         | 1939-1940 1945-1962                                                                                                 | |
| 2.º Regimento de Infantaria Estrangeiro (2ème R.E.I) |       | Être Prêt           |                                         | 3 de abril de 1841 - 1 de abril de 1943 1 de agosto de 1945 - 1 de janeiro de 1968 1 de setembro de 1972 - presente | Patrice de Mac-Mahon François Certain Canrobert Jean-Luc Carbuccia Coronel de Chabrières Pierre Joseph Jeanningros Capitão Jean Danjou Comandante Pierre Segrétain Tenente-coronel Pierre Jeanpierre                                                                                    |
| 2.º Batalhão de Paraquedistas Estrangeiros (2ème B.E.P) | *     |                     |                                         | 1948-1955 | Comandante Barthélémy Rémy Raffali Capitão Georges Hamacek |
| 2.º Regimento de Paraquedistas Estrangeiros (2ème R.E.P) |       | More Majorum        |                                         | 1955 - presente | Tenente-coronel Paul Arnaud de Foïard |
| 2.º Regimento de Marcha do 1.º Regimento Estrangeiro- 2èmeRM.1er RE - (1914-1915) 3.º Regimento de Marcha do 1.º Regimento Estrangeiro- 3èmeRM.1erRE - (1914-1915) 4.º Regimento de Marcha do 1.º Regimento Estrangeiro- 4èmeRM.1erRE - (1914-1915) 2.º Regimento de Marcha do 2.º Regimento Estrangeiro- 2èmeRM.2èmeRE - (1914-1915) Regimento de Marcha da Legião Estrangeira (R.M.L.E)                                 | *     |                     |                                         | 1915-1920 1942-1945 3.º Regimento de Infantaria Estrangeiro-presente                                                | Coronel Paul-Frédéric Rollet Tenente-coronel Peppino Garibaldi Coronel Alphonse Van Hecke Eugene Bullard Poeta americano Alan Seeger Poeta suíço, francês naturalizado Blaise Cendrars Tenente-coronel Príncipe Aage da Dinamarca Escritor italiano, Curzio Malaparte Lazare Ponticelli |
| 3.º Regimento de Infantaria Estrangeiro (3ème R.E.I) | *     | Legio Patria Nostra |                                         | 11 de novembro de 1915 - presente                                                                                   | |
| Regimentos de Marcha da Legião Estrangeira (RMVE) 21.º Regimento de Marcha de Voluntários Estrangeiros- 21e RMVE - (1939-1940) 22.º Regimento de Marcha de Voluntários Estrangeiros- 22e R.M.V.E - (1939-1940) 23.º Regimento de Marcha de Voluntários Estrangeiros- 23e R.M.V.E - (1940) | *     |                     |                                         | 1939-1940 | |
| 3.º Batalhão de Paraquedistas Estrangeiros (3ème B.E.P) | *     |                     |                                         | 1948-1955 | Capitão Darmuzai |
| 3.º Regimento de Paraquedistas Estrangeiros (3ème R.E.P) | *     |                     |                                         | 1955-1955 | Capitão Darmuzai |
| 5.º Regimento de Infantaria Estrangeiro (5ème R.E.I) |       |                     |                                         | 1930-2000 | |
| 6.º Regimento de Infantaria Estrangeiro (6ème R.E.I) |       | Ad Unum             |                                         | 1939-1940; 1949-1955                                                                                                | Comandante Pierre Segrétain Tenente-coronel Pierre Jeanpierre |
| 6.º Regimento de Engenheiros Estrangeiros (6ème R.E.G) |       | Ad Unum             |                                         | 1984-1999 1999 - 1e REG                                                                                             | |
| 11.º Regimento de Infantaria Estrangeiro (11ème R.E.I) | *     |                     |                                         | 1939-1940 | |
| 12.º Regimento de Infantaria Estrangeiro (12ème R.E.I) | *     |                     |                                         | 1939-1940 | |
| 13.ª Meia-Brigada da Legião Estrangeira (13ème D.B.L.E) |       | More Majorum        |                                         | 1940-presente | |
| Destacamento da Legião Estrangeira em Mayotte (D.L.E.M) | *     | Pericula Ludus      |                                         | 1973-presente | |

## Canções de marcha

### "Le Boudin"

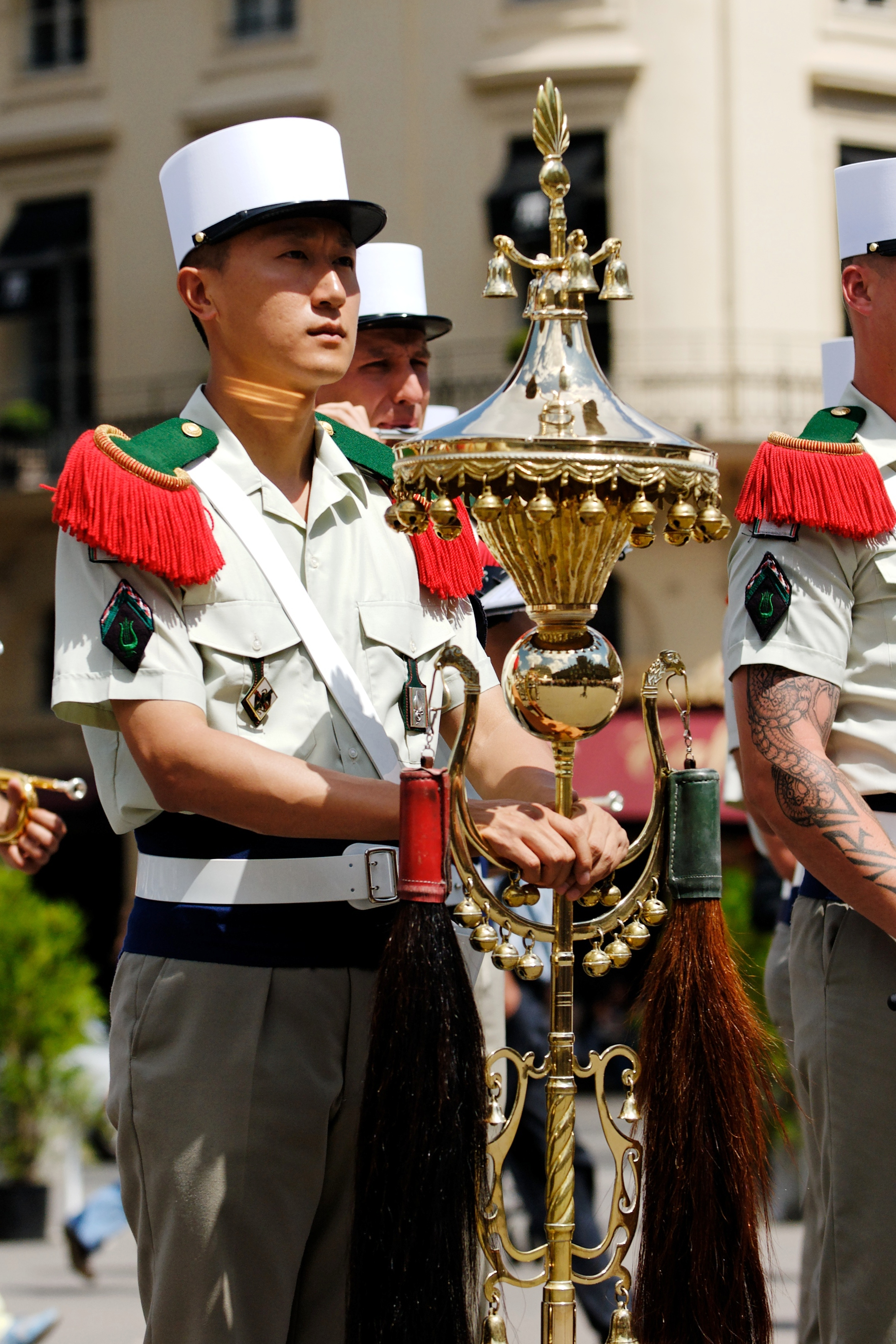
O chapeau chinois (literalmente "chapéu chinês" em francês) é o nome francês de um antigo instrumento musical otomano que era popular no século XVIII, mas foi progressivamente abandonado pela maioria das bandas militares europeias no século XIX, exceto pela Legião Estrangeira e os Spahis.

"Le Boudin" é a música de marcha da Legião Estrangeira.

### Outras canções
- "Non, je ne regrette rien", 1.º Regimento de Paraquedistas Estrangeiros
- "Sous Le Ciel de Paris", O Coro da Legião Estrangeira Francesa
- "Anne Marie du 3e" REI (em alemão)[66]
- "Adieu, adieu"
- "Aux légionnaires"
- "Anne Marie du 2e REI"[67]
- "Adieu vieille Europe"
- "Chant de l'Oignon"
- "Chant du quatrième escadron"
- "Chez nous au 3e"
- "C'est le 4"
- "Connaissez-vous ces hommes"
- "Contre les Viêts" (canto da 13.ª Meia-Brigada da Legião Estrangeira após ter sido o canto de marcha adotado pelo 1.º Regimento de Paraquedistas Estrangeiros)
- "Cravate verte et Képi blanc"
- "Dans la brume, la rocaille"
- "Défilé du 3e REI"
- "C'était un Edelweiss"
- "Écho"
- "En Afrique"
- "En Algérie" (1er RE)[68]
- "Es steht eine Mühle" (em alemão)
- "Eugénie"
- "Les Képis Blancs" (1e RE)[69]
- "Honneur, Fidélité"
- "Ich hatt' einen Kameraden" (em alemão)
- "Il est un moulin"
- "J'avais un camarade"
- "Kameraden (em alemão)"
- "La colonne" (1er REC)
- "La Légion marche" (2e REP)[46]
- "La lune est claire"
- "Le Caïd"
- "Il y a des cailloux sur toutes les routes"
- "Le fanion de la Légion"
- "Le Soleil brille"
- "Le front haut et l'âme fière" (5e RE)
- "Légionnaire de l'Afrique"
- "Massari Marie"
- "Monica"
- "Sous le Soleil brûlant d'Afrique" (13e DBLE)
- "Nous sommes tous des volontaires" (1er RE)[70]
- "Nous sommes de la Légion"
- "La petite piste"
- "Pour faire un vrai légionnaire"
- "Premier chant du 1er REC"
- "Quand on an une fille dans l'cuir"
- "Rien n'empêche" (2er REG)[71]
- "Sapeur, mineurs et bâtisseurs" (6e REG)
- "Soldats de la Légion étrangère"
- "Souvenirs qui passe"
- "Suzanna"
- "The Windmill"
- "Venu volontaire"
- "Véronica"

## Patentes
Todos os voluntários da Legião Estrangeira começam suas carreiras como legionários básicos, com um em cada quatro se tornando sous-officier (oficial não comissionado). Ao aderir, um novo recruta recebe um salário mensal de € 1 200, para além de alimentação e alojamento. Ele também recebe seu próprio rifle novo, que de acordo com a tradição da Legião nunca deve ser deixado no campo de batalha. A promoção é simultânea às patentes do Exército Francês.
| Patente da Legião Estrangeira | Patente equivalente                   | Código OTAN | Período de serviço | Insignia |
| --- | ------------------------------------- | ----------- | --- | -------- |
| Engagé Volontaire | Recruta                               | –           | 15 semanas de treinamento básico. | Nenhum   |
| Legionnaire 2e Classe | Soldado raso/Legionário de 2.ª Classe | OR-1        | Promovido após a conclusão do treinamento e Marche képi blanc (Marcha Képi Blanc). | Nenhum   |
| Legionnaire 1e Classe | Soldado raso/Legionário de 1.ª Classe | OR-2        | Promovido após dez meses de serviço. |          |
| Caporal | Cabo                                  | OR-3        | Promoção possível após um ano de serviço e conclusão do curso Fonctionnaire Caporal (ou Cabo "Fut Fut"). Os recrutas selecionados para este curso precisam mostrar boas habilidades de liderança durante o treinamento básico. |          |
| Caporal-Chef | Cabo Sênior                           | OR-4        | Promoção após seis anos de serviço. |          |
| Nota: As insígnias de comando na Legião Estrangeira usam renda ou trança dourada, indicando tropas de infantaria do Exército Francês. A cor do serviço da Legião Estrangeira é verde (pela extinta Armée d'Afrique colonial) em vez de vermelho (infantaria regular). |                                       |             | |          |

- Um Caporal-Chef, com 3 divisas, durante o Desfile Militar do Dia da Bastilha.[73]

### Oficiais de Mandado e Não-Comissionados

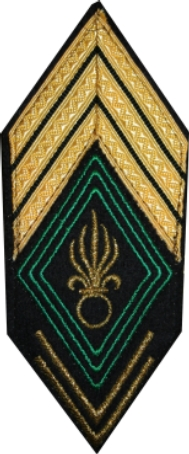
Insígnia de um Sous-officier

A insígnia de um Sous-officier é composta de três componentes; emblema de patente, emblema regimental e divisas. Na foto, as três divisas douradas apontando para cima indicam um Sergent-chef. O patch regimental em forma de diamante (Écusson) é formado por três formas de diamante verde em torno de um emblema de granada, com os três diamantes indicando uma unidade colonial, em comparação com um diamante para uma unidade de regular, ou dois diamantes para uma unidade de reserva. O emblema de granada da Legião Estrangeira tem sete chamas em vez das cinco usuais, e as duas divisas apontando para baixo indicam pelo menos 10 anos de serviço. Alguns Caporals-Chef podem ter até seis divisas para 30 ou mais anos de serviço.
Sous-officiers (oficiais não-comissionados), incluindo subtenentes, respondem por 25% do efetivo total da Legião Estrangeira atual.
| Patente da Legião Estrangeira | Patente equivalente | Código OTAN | Período de serviço                                                                                                 | Insignia |
| ----------------------------- | ------------------- | ----------- | --- | -------- |
| Sergent                       | Sargento            | OR-5        | Promoção após três anos de serviço como Caporal.                                                                   |          |
| Sergent-Chef                  | Sargento Sênior     | OR-6        | Promoção após três anos como Sergent e de sete a quatorze anos de serviço.                                         |          |
| Adjudant                      | Subtenente          | OR-8        | Promoção após três anos como Sergent-Chef.                                                                         |          |
| Adjudant-Chef                 | Subtenente-Chefe    | OR-9        | Promoção após quatro anos como Adjudant e pelo menos quatorze anos de serviço.                                     |          |
| Major                         | Major               | OR-9        | Promotion after either passing an examination or without an examination after a minimum of fourteen years service. |          |
| 1. 2.                         |                     |             | |          |

### Oficiais Comissionados
A maioria dos oficiais é destacada do Exército Francês, embora cerca de 10% sejam ex-oficiais subalternos promovidos nas patentes.
| Patente da Legião Estrangeira | Patente equivalente | Código OTAN | Responsabilidade de comando                                                                               | Insignia |
| ----------------------------- | ------------------- | ----------- | --- | -------- |
| Sous-Lieutenant               | Segundo-tenente     | OF-1        | Líder de seção júnior                                                                                     |          |
| Lieutenant                    | Primeiro-tenente    | OF-1        | Comandante de pelotão                                                                                     |          |
| Capitaine                     | Capitão             | OF-2        | Comandante da companhia                                                                                   |          |
| Commandant                    | Major               | OF-3        | Comandante de batalhão                                                                                    |          |
| Lieutenant-Colonel            | Tenente-coronel     | OF-4        | Comandante júnior de um regimento ou semibrigada                                                          |          |
| Colonel                       | Coronel             | OF-5        | Comandante de um regimento ou semibrigada                                                                 |          |
| Général de brigade            | General de brigada  | OF-6        | Comandante de uma brigada composta por regimentos ou semibrigadas.                                        |          |
| Général de division           | General de divisão  | OF-7        | Divisão inteira ou Corpo de Exército da Legião Estrangeira Francesa (Commandement de la Légion étrangère) |          |

### Divisas
A Legião Estrangeira usa divisas douradas (chevrons d'ancienneté) para indicar o tempo de serviço. Usado apenas por legionários comuns e suboficiais sob a insígnia de patente, cada divisa denota cinco anos de serviço na Legião.

### Títulos honorários
Patentes honorárias foram concedidos pelo Exército Francês a indivíduos considerados como excepcionais por atos de bravura desde 1796. Na Legião Estrangeira, o general Paul-Frédéric Rollet introduziu a prática de conceder títulos honorários da Legião a indivíduos ilustres, tanto civis quanto militares, no início do século XX.
Os destinatários dessas nomeações honorárias haviam participado com unidades da Legião em serviço ativo de maneira exemplar, ou prestado serviço excepcional à Legião em situações de não combate. Mais de 1 200 indivíduos foram agraciados com títulos honorários. A maioria desses prêmios foi concedida a militares em tempo de guerra, ganhando títulos como Legionnaire d'Honneur ou Sergent-Chef de Légion d'honneur, enquanto outros premiados incluem enfermeiras, jornalistas, pintores e ministros que prestaram serviços meritórios para a Legião Estrangeira.

## Pioneiros

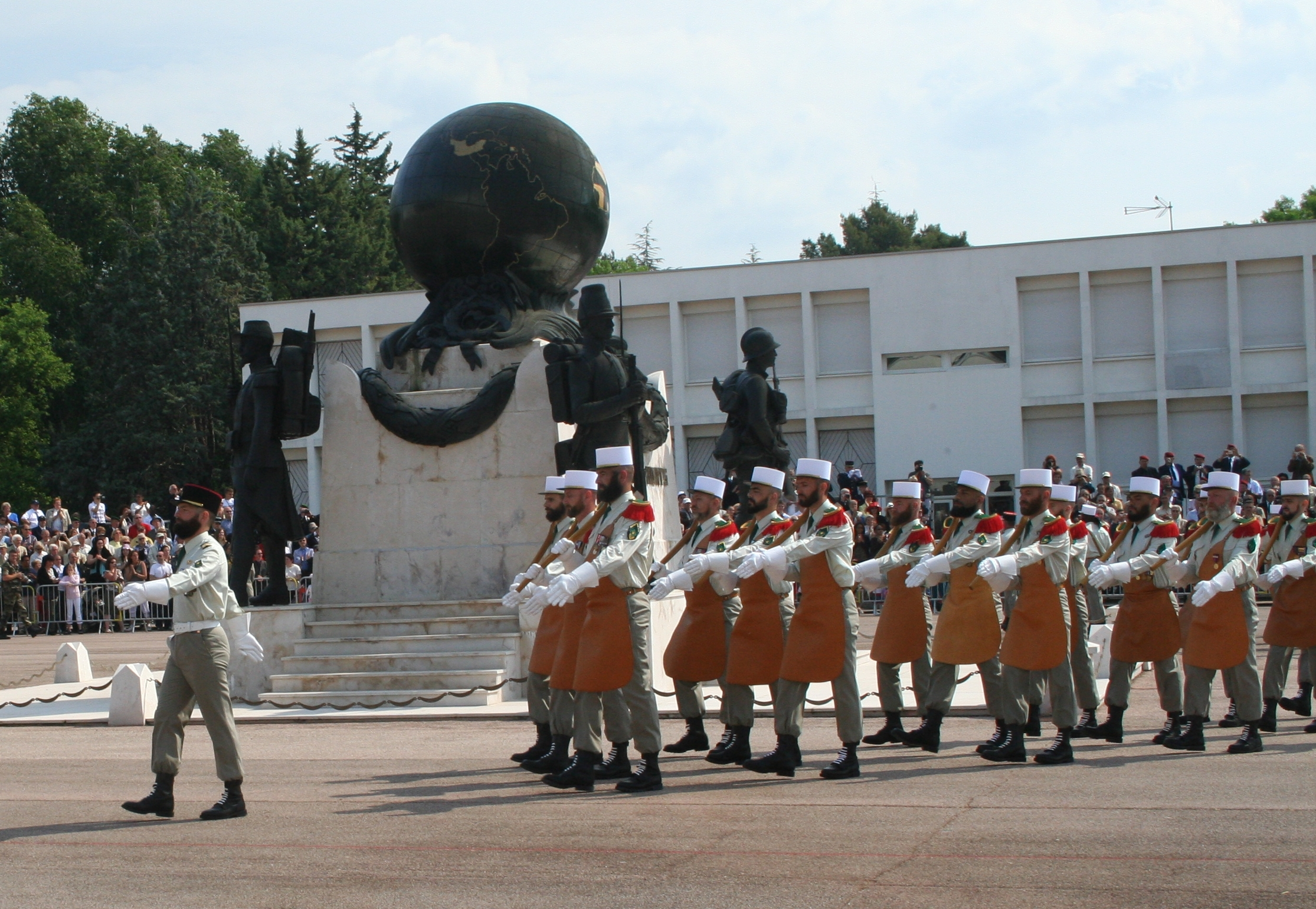
Pioneiros do 1.º Regimento Estrangeiro

Os Pioneiros são os engenheiros de combate e uma unidade tradicional da Legião Estrangeira. O sapador tradicionalmente usa barbas grandes, usa aventais e luvas de couro e seguram machados. Os sapadores eram muito comuns nos exércitos europeus durante a Era Napoleônica, mas desapareceram progressivamente durante o século XIX. O Exército Francês, incluindo a Legião, dispersou seus pelotões de sapadores regimentais em 1870. No entanto, em 1931, uma das várias tradições restauradas para marcar o centésimo aniversário da fundação da Legião foi o restabelecimento de seus Pioneiros barbudos.
No Exército Francês, desde o século XVIII, cada regimento de infantaria incluía um pequeno destacamento de Pioneiros. Além de empreender a construção de estradas e o trabalho de entrincheiramento, essas unidades foram encarregadas de usar seus machados e pás para limpar os obstáculos sob o fogo inimigo, abrindo caminho para o resto da infantaria. O perigo de tais missões era reconhecido ao permitir certos privilégios, como a autorização para usar barbas.

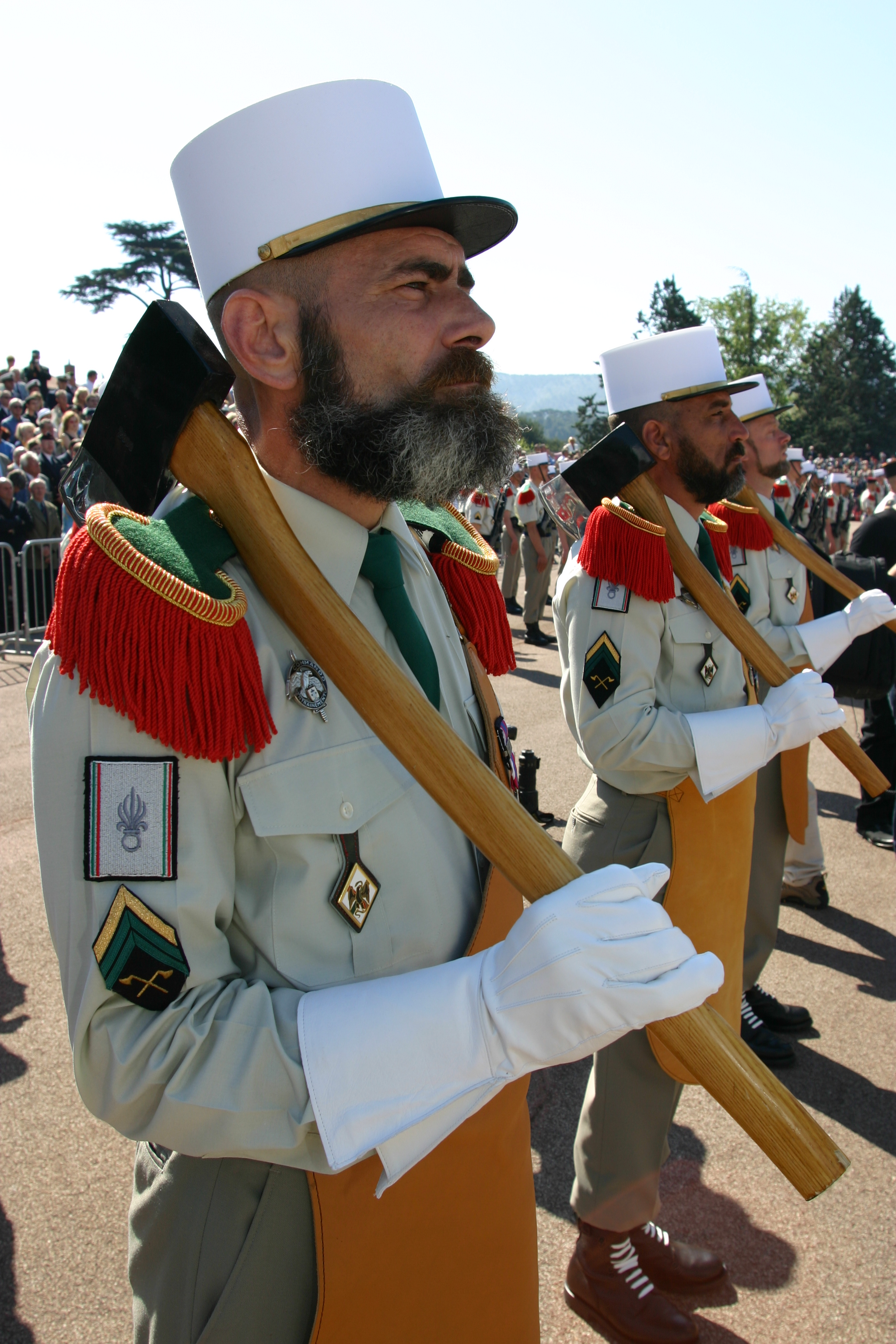
Os sapadores da Legião Estrangeira tradicionalmente usam barbas grandes, aventais e luvas de couro em seus trajes cerimoniais e carregam machados

O atual pelotão Pioneiros da Legião Estrangeira é fornecido pelo depósito da Legião e pelo regimento-sede para cerimônias públicas. A unidade reintroduziu os símbolos dos sapadores napoleônicos: a barba, machado, avental de couro, insígnias dos machados cruzados e as luvas de couro. Quando os desfiles da Legião Estrangeira são abertos por esta unidade, é para comemorar o papel tradicional dos sapadores "abrindo caminho" para as tropas.

## Cadências e passos de marcha

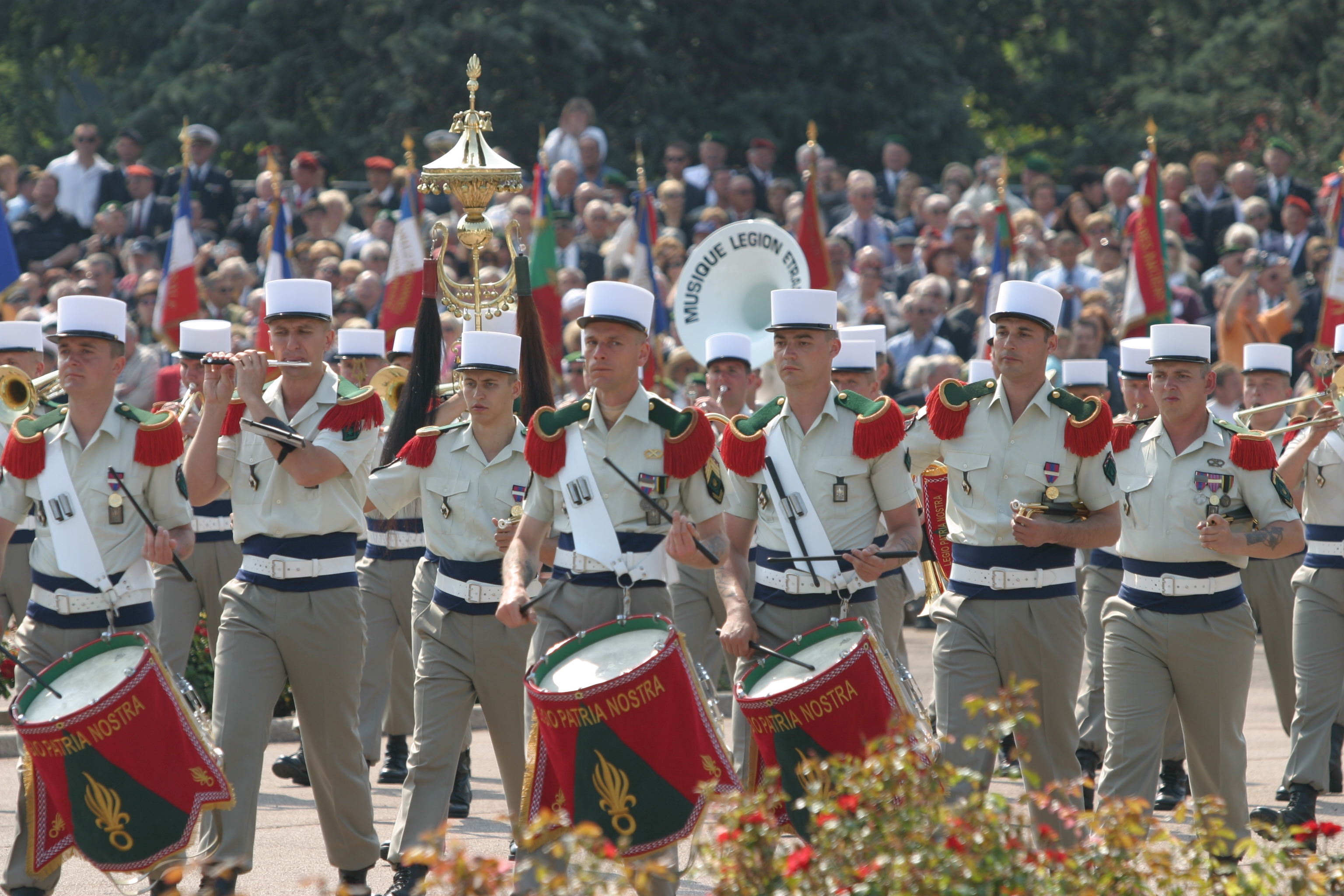
A Legião Estrangeira tem sua própria banda militar

Também notável é o ritmo de marcha da Legião Estrangeira. Em comparação com o ritmo de 116 passos por minuto de outras unidades francesas, a Legião Estrangeira tem uma velocidade de marcha de 88 passos por minuto. Também é referido pelos Legionários como o "rastreamento". Isso pode ser visto em desfiles cerimoniais e exibições públicas com a presença da Legião Estrangeira, especialmente durante o desfile em Paris em 14 de julho (Desfile Militar do Dia da Bastilha). Por causa do ritmo impressionantemente lento, a Legião Estrangeira é sempre a última unidade em qualquer desfile. A Legião Estrangeira é normalmente acompanhada por sua própria banda, que tradicionalmente toca a marcha de qualquer um dos regimentos da Legião Estrangeira, exceto a da unidade em desfile. A canção do regimento de cada unidade é "Le Boudin" e é cantada por legionários em posição de sentido. Além disso, como a Legião Estrangeira deve sempre permanecer unida, ela não se divide em duas ao se aproximar da arquibancada presidencial, como fazem outras unidades militares francesas, a fim de preservar a unidade da legião.
Ao contrário da crença popular, a adoção da lenta velocidade de marcha da Legião Estrangeira não foi devido à necessidade de preservar energia e fluidos durante longas marchas sob o forte sol da Argélia. Suas origens exatas são um tanto obscuras, mas a explicação oficial é que embora a regulação do ritmo não pareça ter sido instituída antes de 1945, ela remonta ao ritmo lento do Ancien Régime, e sua reintrodução foi um "retorno às raízes tradicionais". Este foi, de fato, o passo de marcha das unidades ancestrais da Legião Estrangeira, os Regimentos Estrangeiros do Exército Francês do Ancien Régime, unidades estrangeiras do Grande Armée e os regimentos estrangeiros pré-1831.

## Uniforme

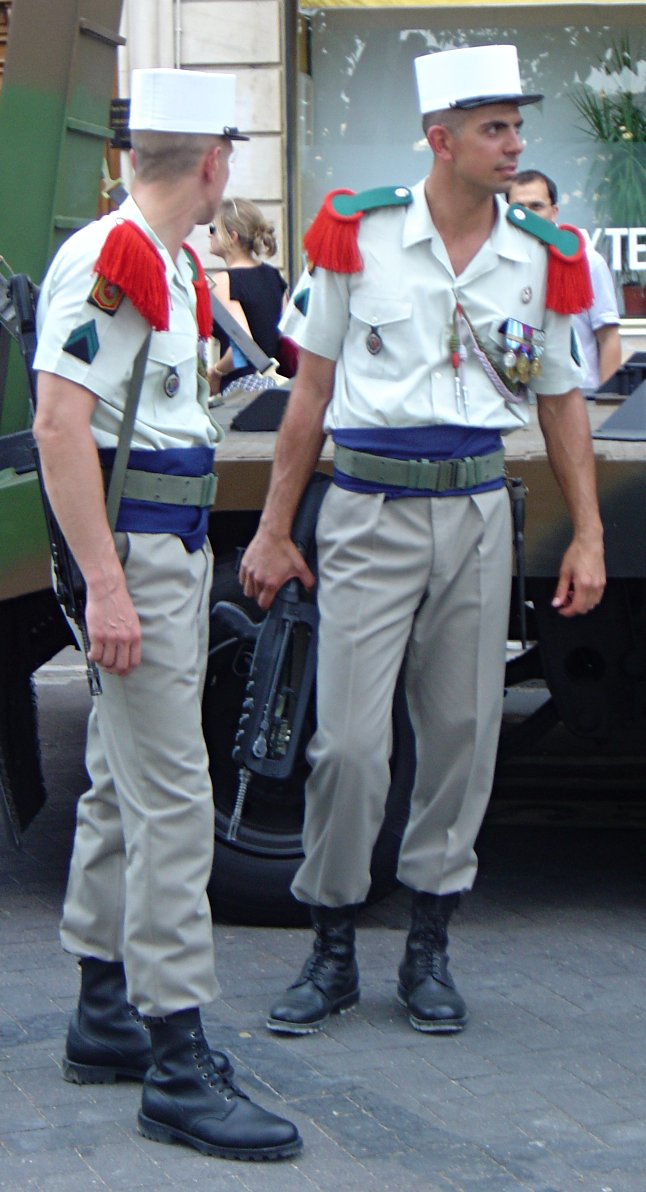
Legionários em uniforme de gala moderno. Observe as dragonas verdes e vermelhas, o distinto quepe branco e a faixa azul. Eles carregam o fuzil de assalto padrão da França, o FAMAS

Desde sua fundação até a Primeira Guerra Mundial, a Legião Estrangeira normalmente usava o uniforme da infantaria de linha francesa para desfilar com algumas distinções especiais. Essencialmente, isso consistia em um casaco azul escuro (depois túnica) usado com calças vermelhas. O uniforme de campo era frequentemente modificado sob a influência de clima e terreno extremos em que a Legião Estrangeira servia. Os shakos logo foram substituídos pelo quepe de pano leve, muito mais adequado para as condições do norte da África. A prática de usar capotes pesados (sobretudos) na marcha e vestes (jaquetas curtas na altura do quadril) como traje de trabalho no quartel foi seguida pela Legião Estrangeira desde seu estabelecimento.
Uma aberração de curta duração foi o uso de uniformes verdes em 1856 por unidades da Legião Estrangeira recrutadas na Suíça para o serviço na Guerra da Crimeia. Na própria Crimeia (1854-1859), um casaco com capuz e faixas vermelhas ou azuis na cintura foram adotados para a roupa de inverno, enquanto, durante a Intervenção Mexicana (1863-1865), chapéus de palha ou sombreros às vezes eram substituídos pelo quepe. Quando este último era usado, geralmente era coberto com uma "havelock" (capa de linho) branca, o antecessor do quepe branco que se tornaria um símbolo da Legião Estrangeira. As unidades da Legião Estrangeira servindo na França durante a Guerra Franco-Prussiana de 1870-1871 eram distinguíveis apenas por pequenos detalhes de insígnias do grosso da infantaria francesa. No entanto, as campanhas coloniais subsequentes viram um uso crescente de roupas especiais para o clima quente, como blusas keo sem gola em Tonquim de 1884 a 1885, jaquetas de treino cáqui em Daomé (1892) e topees monótonos com roupa toda branca em Madagascar (1895).
No início do século XX, o legionário usava um quepe vermelho com faixa azul, túnica azul escura com gola vermelha, punhos vermelhos e calças vermelhas. As características distintivas eram as dragonas verdes (substituindo o vermelho da linha) usadas com franjas de lã vermelha; além do emblema da Legião bordado de uma granada flamejante vermelha, usado na frente do quepe em vez de um número regimental. No campo, uma leve capa cáqui foi usada sobre o quepe, às vezes com uma cortina protetora presa ao pescoço. O capote azul-médio padrão da infantaria francesa era usado, geralmente abotoado para trás para liberar as pernas para a marcha. A partir da década de 1830, os legionários usavam uma faixa larga de lã azul em volta da cintura, como outras unidades europeias do Exército Francês da África (como os Zuavos ou os Chasseurs d'Afrique), enquanto unidades indígenas do Exército da África (spahis e tirailleurs) usavam faixas vermelhas. Calças de linho branco enfiadas em legging de couro curtas foram substituídas por sarja vermelha no clima quente. Esta foi a origem da imagem "Beau Geste".
Nos quartéis, uma capa e quepe brancos era frequentemente usados junto com uma jaqueta curta azul escura ("veste") ou blusa branca com calças brancas. A capa quepe original era cáqui e, devido à lavagem constante, ficava branco rapidamente. A capa quepe branca ou cáqui não era exclusiva da Legião Estrangeira neste estágio, mas era comumente vista entre outras unidades francesas no Norte da África. Posteriormente, se tornou particularmente identificado com a Legião Estrangeira como a unidade com maior probabilidade de servir em postos de fronteira remotos (exceto tirailleurs recrutados localmente que usavam fezzes ou turbantes). As variações do clima no Norte da África levaram o Exército Francês ao expediente sensato de deixar os comandantes locais decidirem sobre o "tenue de jour" (uniforme do dia) apropriado de acordo com as circunstâncias. Assim, um legionário pode desfilar ou sair em túnica azul e calça branca no calor, túnica azul e calça vermelha em temperaturas normais ou usar o sobretudo azul com calças vermelhas em condições mais frias. A faixa pode ser usada com casaco, blusa ou jaqueta, mas não com a túnica. As dragonas eram um item de roupa destacável usado apenas com túnica ou sobretudo para desfile ou fora de serviço.
Os oficiais usavam as mesmas túnicas azuis escuras (quase pretas) de seus colegas nos regimentos da linha francesa, exceto que o preto substituiu o vermelho como cor de revestimento no colarinho e nos punhos. As dragonas com franjas douradas eram usadas em traje completo e a patente era demonstrada pelo número de anéis de ouro no quepe e nos punhos. As calças eram vermelhas com listras pretas ou brancas de acordo com a ocasião ou condições. Uniformes totalmente brancos ou cáqui claros (desde a década de 1890) eram frequentemente usados no campo ou para tarefas comuns no quartel. Os suboficiais eram distinguidos por listras diagonais vermelhas ou douradas nas mangas inferiores das túnicas, coletes e sobretudos. Pequenas listras destacáveis foram abotoadas na frente da blusa branca.
Antes de 1914, as unidades na Indochina usavam uniformes de Infantaria Colonial brancos ou cáqui com a insígnia da Legião Estrangeira, para superar as dificuldades de abastecimento. Este vestido incluía um capacete de sol branco de um modelo que também era usado por unidades da Legião Estrangeira servindo nos postos avançados do sul da Argélia Francesa, embora nunca fosse popular entre seus usuários. Durante os primeiros meses da Primeira Guerra Mundial, as unidades da Legião Estrangeira servindo na França usavam o sobretudo azul padrão e calças vermelhas da infantaria de linha francesa, distinguidos apenas por remendos no colarinho do mesmo azul que o capote, em vez de vermelho. Depois de um curto período no azul celeste, a Legião Estrangeira adotou o cáqui com capacetes de aço, desde o início de 1916. Um tom mostarda cáqui foi usado em serviço ativo no Marrocos desde 1909, substituindo o clássico azul e branco. Este último continuou a ser usado nas condições relativamente pacíficas da Argélia durante a Primeira Guerra Mundial, embora cada vez mais substituído por mostarda cáqui. Os uniformes azuis e vermelhos anteriores a 1914 ainda podiam ser vistos ocasionalmente como trajes de guarnição na Argélia até que os estoques se esgotaram por volta de 1919.
Durante o início da década de 1920, uniformes de treino cáqui simples de um padrão padrão se tornaram um problema universal para a Legião Estrangeira com apenas o quepe vermelho e azul (com ou sem capa) e trança de colarinho verde para distinguir o Legionário de outros soldados franceses servindo no Norte da África e Indochina. A colarinho de pescoço deixou de ser usada por volta de 1915, embora tenha sobrevivido na década de 1920 no recém-criado Regimento de Cavalaria da Legião Estrangeira. A blusa branca (bourgeron) e as calças que datam de 1882 foram mantidas para uso de fadiga até a década de 1930.
Na época do centenário da Legião Estrangeira em 1931, várias características tradicionais foram reintroduzidas por iniciativa do então comandante coronel Paul-Frédéric Rollet. Isso incluía a faixa azul e as dragonas verdes/vermelhas. Em 1939, o quepe coberto de branco ganhou reconhecimento como o cocar oficial da Legião Estrangeira para ser usado na maioria das ocasiões, ao invés de simplesmente como um meio de refletir o calor e proteger o material azul e vermelho por baixo. O 3.º Regimento de Infantaria Estrangeiro adotou túnicas e calças brancas para andar fora durante a década de 1930 e todos os oficiais da Legião Estrangeira foram obrigados a obter uniformes de gala nas cores pré-guerra de preto e vermelho de 1932 a 1939.
Durante a Segunda Guerra Mundial, a Legião Estrangeira usava uma ampla variedade de estilos de uniformes, dependendo das fontes de abastecimento. Estes iam desde os capotes pesados e capacetes Adrian de 1940 até uniformes de batalha britânicos e americanos de 1943 a 1945. O quepe branco foi teimosamente retido sempre que possível.
De 1940 a 1963, a Legião Estrangeira manteve quatro Companhias do Saara (Compagnies Sahariennes) como parte das forças francesas usadas para patrulhar e policiar as regiões desérticas ao sul de Marrocos e da Argélia. Uniformes especiais foram desenvolvidos para essas unidades, seguindo o modelo dos oficiais franceses do Corpo Camel (Méharistes), que têm a responsabilidade principal pelo Saara. Em traje de gala, incluíam calças pretas ou brancas estilo zuavo, usadas com túnicas brancas e mantos longos esvoaçantes. As companhias da Legião mantiveram sua identidade separada, mantendo seus quepes, faixas e dragonas com franjas distintos.
Os quepes brancos, junto com a faixa e dragonas sobrevivem no vestido de desfile moderno da Legião Estrangeira. Desde a década de 1990, o quepe moderno é feito totalmente de material branco, em vez de simplesmente usado com uma capa branca. Os oficiais e suboficiais ainda usam seus quepes nas cores pré-1939 de azul escuro e vermelho. Uma gravata verde (para oficiais) e um colete verde lembram a cor tradicional dos ramos da Legião Estrangeira. A partir de 1959, uma boina verde (antes usada apenas pelos paraquedistas da legião) se tornou o cocar comum, com o quepe reservado para desfile e uso fora de serviço. Outros itens de roupas usados atualmente são a edição padrão do Exército Francês.

## Equipamentos
A Legião Estrangeira está basicamente equipada com o mesmo equipamento que unidades semelhantes em outras partes do Exército Francês. Esses incluem:
- O fuzil de assalto FAMAS, um fuzil tipo bullpup automático de fabricação francesa, com munição padrão OTAN de 5,56×45mm. O FAMAS está sendo substituído pelo Heckler & Koch HK416. A 13ème DBLE, um regimento de Legião Estrangeira, foi a primeira unidade a usar o novo fuzil.
- O SPECTRA é um capacete balístico, projetado pelos militares franceses, dotado de sistema de posicionamento e informação em tempo real e amplificadores de luz para visão noturna.
- O traje FÉLIN, um sistema de combate de infantaria que combina amplas bolsas, proteções corporais reforçadas e uma plataforma eletrônica portátil.

## Mandato da Legião Estrangeira (1931-presente)

### Comando da Legião Estrangeira (1931-1984)
| Nome                  | Foto | Patente | Tempo     | Nota |
| Paul-Frédéric Rollet  |      | General | 1931-1935 |      |
| Raoul Magrin-Vernerey |      | General | 1948-1950 |      |

| Nome       | Foto | Patente | Tempo | Nota |
| Jean Olié  |      | General | 1950  |      |
| Paul Gardy | –    | General | 1951  |      |

| Nome           | Foto | Patente | Tempo | Nota                  |
| René Lennuyeux | –    | General | 1955  | Coronel então general |

| Nome           | Foto | Patente | Tempo | Nota |
| René Lennuyeux | –    | General | 1957  |      |
| Paul Gardy     | –    | General | 1958  |      |
| René Morel     | –    | General | 1960  |      |
| Jacques Lefort | –    | General | 1962  |      |

| Nome                | Foto | Patente | Tempo | Nota |
| Marcel Letestu      | –    | General | 1972  |      |
| Gustave Fourreau    | –    | General | 1973  |      |
| Bernard Goupil      | –    | General | 1976  |      |
| Paul Lardry         | –    | General | 1980  |      |
| Jean-Claude Coullon | –    | General | 1982  |      |

| #  | Nome                        | Foto | Patente | Tempo | Nota |
| 1  | Jean-Claude Coullon         | –    | General | 1984  |      |
| 2  | Jean Louis Roué             | –    | General | 1985  |      |
| 3  | Raymond Le Corre            | –    | General | 1988  |      |
| 4  | Bernard Colcomb             | –    | General | 1992  |      |
| 5  | Christian Piquemal          | –    | General | 1994  |      |
| 6  | Bernard Grail               | –    | General | 1999  |      |
| 7  | Jean-Louis Franceschi       | –    | 2002    |       |      |
| 8  | Bruno Dary                  |      | General | 2004  |      |
| 9  | Louis Pichot de Champfleury | –    | General | 2006  |      |
| 10 | Alain Bouquin               | –    | General | 2009  |      |
| 11 | Christophe de Saint-Chamas  | –    | General | 2011  |      |
| 12 | Jean Maurin                 | –    | General | 2014  |      |

## Galeria

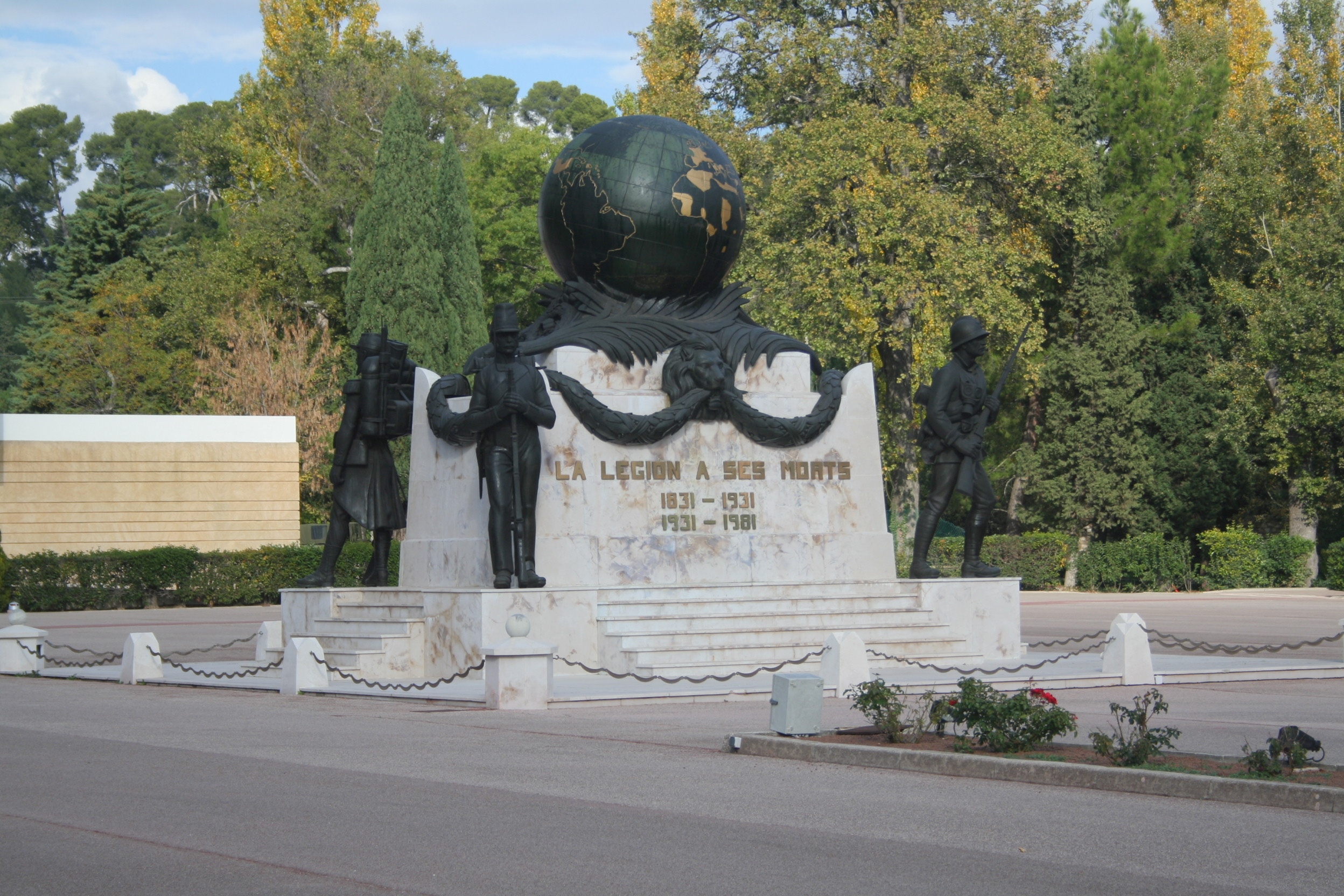
Este monumento aos Legionários em Aubagne ficava originalmente na sede da Legião em Sidi Bel Abbès, mas foi transferido para a França quando a Argélia conquistou a independência em 1962. As marcações em dourado no globo marcam os países onde a legião já foi implantada. Tem a inscrição La Legion A Ses Morts (Da Legião Aos Seus Mortos)

- Le Commandement de la Légion étrangère (1931-presente)
- Sede da Legião Estrangeira em Aubagne
- Quepe branco (Képi Blanc) da Legião Estrangeira
- FAMAS F1 é o fuzil padrão da Legião Estrangeira
- Boina verde (Béret vert) da Legião Estrangeira
- Segundo emblema de boina padrão, usado até 1990
- Primeiro emblema de boina padrão

## Composição
A Legião Estrangeira é a única unidade do Exército Francês aberta a pessoas de qualquer nacionalidade. A maioria dos legionários ainda vem de países europeus, mas uma porcentagem crescente vem da América Latina. A maioria dos oficiais comissionados da Legião Estrangeira é francesa, com aproximadamente 10% sendo legionários que subiram na hierarquia.
Os legionários eram, no passado, forçados a se alistar sob um pseudônimo ("identidade declarada"). Essa política existia para permitir que recrutas que desejassem recomeçar suas vidas se alistassem. A Legião acreditava que era mais justo fazer com que todos os novos recrutas usassem identidades declaradas. Os cidadãos franceses podem se alistar com uma cidadania estrangeira declarada ou fictícia (geralmente francófona, geralmente da Bélgica, Canadá ou Suíça). A partir de 20 de setembro de 2010, os novos recrutas podem se alistar com suas identidades reais ou sob identidades declaradas. Os recrutas que se alistam com identidades declaradas podem, após um ano de serviço, regularizar suas situações sob suas verdadeiras identidades. Depois de servir na Legião Estrangeira por três anos, um legionário pode solicitar a cidadania francesa. Deve estar servindo em seu nome verdadeiro, não deve ter problemas com as autoridades e deve ter servido com "honra e fidelidade". Um soldado que for ferido durante uma batalha pela França pode solicitar imediatamente a cidadania francesa devido de uma disposição conhecida como "Français par le sang versé" ("Francês pelo sangue derramado").
Embora a Legião Estrangeira historicamente não tenha aceitado mulheres, havia uma oficial feminina, Susan Travers, uma inglesa que se juntou às Forças da França Livre durante a Segunda Guerra Mundial e se tornou membro da Legião Estrangeira após a guerra, servindo no Vietnã durante a Primeira Guerra da Indochina. As mulheres foram proibidas de servir até 2000, quando o então ministro da Defesa francês, Alain Richard, declarou que queria elevar o nível de recrutamento feminino na Legião para 20% até 2020.

### Membros por país
Em 2008, legionários vieram de 140 países. A maioria dos homens alistados é originária de fora da França, enquanto a maioria do corpo de oficiais consiste de franceses. Muitos recrutas são originários da Europa Oriental e da América Latina. Neil Tweedie do The Daily Telegraph disse que a Alemanha tradicionalmente fornecia muitos recrutas, "um tanto ironicamente, dado o papel sangrento da Legião em duas guerras mundiais". Ele acrescentou que "os britânicos também desempenharam seu papel, mas recentemente houve constrangimento quando se constatou que muitos candidatos britânicos estavam sendo reprovados na seleção devido à incapacidade endêmica".

#### Alsácia-Lorena
As nacionalidades originais da Legião Estrangeira refletem os eventos da história no momento em que ingressaram. Muitos ex-soldados da Wehrmacht se juntaram a eles após a Segunda Guerra Mundial, pois muitos soldados que voltavam à vida civil achavam difícil encontrar um emprego confiável. Jean-Denis Lepage relata que "A Legião Estrangeira discretamente recrutou nos campos de prisioneiros alemães", mas acrescenta que o número desses recrutas foi posteriormente exagerado. Bernard B. Fall, que apoiava o governo francês, escrevendo no contexto da Primeira Guerra da Indochina, questionou a noção de que a Legião Estrangeira era principalmente alemã na época, chamando-a de:
[Uma] mentira ... com a subvariante de que todos aqueles alemães eram pelo menos generais da SS e outros criminosos de guerra procurados. Como regra, e para evitar que qualquer nação em particular transforme a Legião Estrangeira em Guarda Pretoriana, qualquer componente nacional particular é mantido em cerca de 25% do total. Mesmo supondo (e este foi o caso, é claro) que os recrutadores franceses, na ânsia por candidatos, inscreveriam alemães alistando-se como suíços, austríacos, escandinavos e outras nacionalidades de origem étnica relacionada, é improvável que o número de alemães em a Legião Estrangeira já ultrapassou 35%. Assim, sem levar em conta perdas, rotação, despensa, etc..., o número máximo de alemães lutando na Indochina em um momento atingiu talvez 7.000 por 278.000. Quanto aos ex-nazistas, os primeiros a chegar continham vários deles, nenhum dos quais era conhecido como criminoso de guerra. A inteligência francesa cuidou disso.

Visto que, em vista do clima agreste da Indochina, os homens mais velhos sem experiência tropical anterior constituíam mais um passivo do que um ativo, a idade média dos alistados da Legião Estrangeira era de cerca de 23 anos. Na época da batalha de Dien Bien Phu, qualquer legionário daquela faixa etária estava em pior situação, jovens da "Juventude Hitlerista" quando o [Terceiro] Reich entrou em colapso.
A Legião Estrangeira aceita pessoas que se alistam em uma nacionalidade que não é a sua. Uma proporção dos suíços e belgas provavelmente são franceses que desejam evitar a detecção. Além disso, dizem que muitos alsacianos se juntaram à Legião Estrangeira quando a Alsácia fazia parte do Império Alemão, e podem ter sido registrados como alemães, embora se considerassem franceses.
Sobre as condições de recrutamento na Legião Estrangeira, consulte a página oficial (disponível em português) dedicada ao assunto: No que diz respeito aos limites de idade, os recrutas podem ser aceitos a partir dos 17 anos e meio (com consentimento dos pais) a 39 anos e meio.

### Países que permitem alistamento pós-Legião Estrangeira
Nos Reinos da Commonwealth, suas disposições coletivas permitem que seus cidadãos se desloquem entre exércitos em treinamento ou outros fins. Além disso, esta 'disposição geral' entre os estados-membros não pode excluir outros, pois pareceria inapropriado destacar países individuais, isto é, a França em relação à Legião. Por exemplo, Austrália e Nova Zelândia podem permitir o alistamento pós-Legião, desde que o cidadão tenha cidadania da comunidade. O Reino Unido permite o alistamento pós-Legião. O Canadá permite o alistamento pós-Legião com um contrato concluído de cinco anos.
No quadro da União Europeia, o alistamento pós-Legião é menos claro. Dinamarca, Noruega, Alemanha e Portugal permitem o alistamento pós-Legião, enquanto os Países Baixos tem artigos constitucionais que o proíbem. [Rijkswet op het Nederlanderschap, Artikel 15, lid 1e (Em neerlandês) (isto é: uma pessoa pode perder sua nacionalidade neerlandesa ao aceitar uma nacionalidade estrangeira ou pode perder sua nacionalidade neerlandesa servindo no exército de um estado estrangeiro que esteja envolvido em um conflito contra o Reino Neerlandês ou um de seus aliados).
Os Estados Unidos permitem o alistamento pós-Legião Estrangeira na Guarda Nacional (até o posto de capitão) que sejam titulares do Green Card.
Israel permite o alistamento pós-Legião Estrangeira.
Um dos maiores grupos nacionais da Legião são os poloneses. A lei polonesa permite o serviço em um exército estrangeiro, mas somente após permissão por escrito do Ministério da Defesa Nacional.

## Cópia por outros países

### Exército Sempre Vitorioso da China
O Exército Sempre Vitorioso foi o nome dado ao Exército Imperial Chinês no final do século XIX. Comandada por Frederick Townsend Ward, a nova força era composta originalmente por cerca de 200 mercenários, em sua maioria europeus, recrutados na área de Xangai entre marinheiros, desertores e aventureiros. Muitos foram demitidos no verão de 1861, mas o restante se tornou oficial dos soldados chineses recrutados principalmente em Sungkiang (Songjiang) e arredores. As tropas chinesas aumentaram para 3 000 em maio de 1862, todas equipadas com armas de fogo e equipamentos ocidentais pelas autoridades britânicas em Xangai. Ao longo de seus quatro anos de existência, o Exército Sempre Vitorioso operaria principalmente em um raio de 50 km de Xangai. Foi dissolvido em maio de 1864 com 104 oficiais estrangeiros e 2 288 soldados chineses sendo pagos. A artilharia pesada e alguma infantaria foram transferidos para as forças imperiais chinesas. Foi o primeiro exército chinês treinado em técnicas, táticas e estratégia europeias.

### Mahal de Israel
Em Israel, Mahal (em hebraico: מח"ל, um acrônimo para Mitnadvei Ḥutz LaAretz, que significa Voluntários de fora da Terra [de Israel]), é um termo que designa os não israelenses servindo nas Forças de Defesa de Israel. O termo se originou com aproximadamente 4 000 voluntários judeus e não-judeus que foram a Israel para lutar na Guerra Árabe-Israelense de 1948, incluindo Aliá Bet. Os Mahalniks originais eram em sua maioria veteranos da Segunda Guerra Mundial das forças armadas americanas e britânicas.
Hoje, existe um programa, Garin Tzabar, dentro do Ministério da Defesa de Israel, que administra o alistamento de cidadãos não israelenses nas forças armadas do país. Os programas permitem que estrangeiros se juntem às Forças de Defesa de Israel se forem descendentes de judeus (o que é definido como pelo menos um avô).

### Exército KNIL dos Países Baixos
Embora não tenha o nome de "Legião Estrangeira", o neerlandês Koninklijk Nederlandsch-Indische Leger (KNIL), ou Exército Real Neerlandês-Indiano (em referência às Índias Orientais Neerlandesas, atual Indonésia), foi criado em 1830, um ano antes da Legião Estrangeira Francesa, e, portanto, não é uma cópia, mas uma ideia totalmente original e tinha uma política de recrutamento semelhante. Deixou de ser um exército de estrangeiros por volta de 1900, quando o recrutamento era restrito aos cidadãos neerlandeses e aos povos indígenas das Índias Orientais Neerlandesas. O KNIL foi finalmente dissolvido em 26 de julho de 1950, sete meses depois que os Países Baixos reconheceram formalmente a Indonésia como um estado soberano, e quase cinco anos depois que a Indonésia declarou sua independência.

### Infantaria Leve da Rodésia e Companhia Independente 7 da Rodésia
Durante a Guerra Civil da Rodésia das décadas de 1960 e 1970, as Forças de Segurança da Rodésia recrutaram voluntários estrangeiros com o mesmo pagamento e condições de serviço que os regulares baseados localmente. A grande maioria dos estrangeiros do Exército da Rodésia se juntaram à Infantaria Leve da Rodésia (RLI), um regimento de comando com uma reputação internacional glamorosa; esta unidade se tornou coloquialmente conhecida como a "Legião Estrangeira da Rodésia" como resultado, embora os estrangeiros nunca representassem mais do que cerca de um terço de seus homens. De acordo com Chris Cocks, um veterano da RLI, "a RLI era um espelho da Legião Estrangeira Francesa, em que os recrutadores prestavam pouca atenção ao passado do homem e não faziam perguntas. ... E como a Legião Estrangeira da Rodésia, o passado de um homem era irrelevante". Assim como os legionários estrangeiros franceses devem falar francês, o Exército da Rodésia exigia que seus estrangeiros fossem anglófonos. Muitos deles eram soldados profissionais, atraídos pela reputação do regimento, a maioria de ex-soldados britânicos ou veteranos do Vietnã das forças dos Estados Unidos, Austrália e Nova Zelândia, e estes se tornaram uma parte importante da unidade. Outros, sem experiência militar, eram frequentemente motivados a ingressar no Exército da Rodésia pelo anticomunismo, ou pelo desejo de aventura ou da fuga do passado.
Depois que a campanha de recrutamento no exterior dos rodesianos para falantes de inglês, iniciada em 1974, teve sucesso, eles começaram a recrutar também falantes de francês em 1977. Esses recrutas francófonos foram colocados em sua própria unidade, Companhia Independente 7 e Regimento da Rodésia, que era comandada por oficiais de língua francesa e operava inteiramente em francês. O experimento não foi geralmente considerado um sucesso pelos comandantes da Rodésia, entretanto, a companhia foi dissolvida no início de 1978.

### "Legião Estrangeira" da Rússia
Em 2010, as condições de serviço das Forças Armadas da Rússia foram alteradas. O termo atual "Legião Estrangeira Russa" é uma expressão coloquial sem qualquer reconhecimento oficial. Segundo o plano, os estrangeiros sem dupla cidadania podem assinar contratos de cinco anos e serão elegíveis para a cidadania russa após cumprir três anos. Especialistas dizem que a mudança abre caminho para que os cidadãos da Comunidade dos Estados Independentes obtenham uma rápida cidadania russa e se oponham aos efeitos da crise demográfica da Rússia sobre o recrutamento do exército.

### Legião Estrangeira da Espanha
A Legião Estrangeira Espanhola foi criada em 1920, cópia da francesa, e teve um papel significativo nas guerras coloniais espanholas no Marrocos e na Guerra Civil Espanhola do lado nacionalista. A Legião Estrangeira Espanhola recrutou estrangeiros até 1986, mas ao contrário de seu modelo francês, o número de recrutas não-espanhóis nunca excedeu 25%, a maioria deles da América Latina. Agora é chamada de Legião Espanhola e só recruta cidadãos espanhóis.